# Спасо-Евфимиев монастырь
Спа́со-Евфи́миев монасты́рь — мужской монастырь Владимирской епархии Русской православной церкви, расположенный в северной части Суздаля, на левом берегу реки Каменки.
Основан в 1352 году суздальско-нижегородским князем Борисом Константиновичем как крепость, призванная защищать город от внешних и внутренних врагов.
В связке с другими архитектурными комплексами Владимира и Суздаля монастырь внесён в список всемирного наследия ЮНЕСКО. Весь монастырский ансамбль входит в состав Владимиро-Суздальского музея-заповедника.
Близ восточной стены Спасо-Преображенского собора предположительно находится могила князя Дмитрия Пожарского. В 1930-х годах склеп над могилой был разобран. Ныне на месте захоронения установлен каменный крест. В 2009 году мраморный склеп восстановлен и 4 ноября открыт президентом Российской Федерации Дмитрием Медведевым

## История
Первоначально монастырь был Спасо-Преображенским, позже стал называться Спасо-Евфимиевым в честь первого игумена монастыря — святого преподобного Евфимия Суздальского.

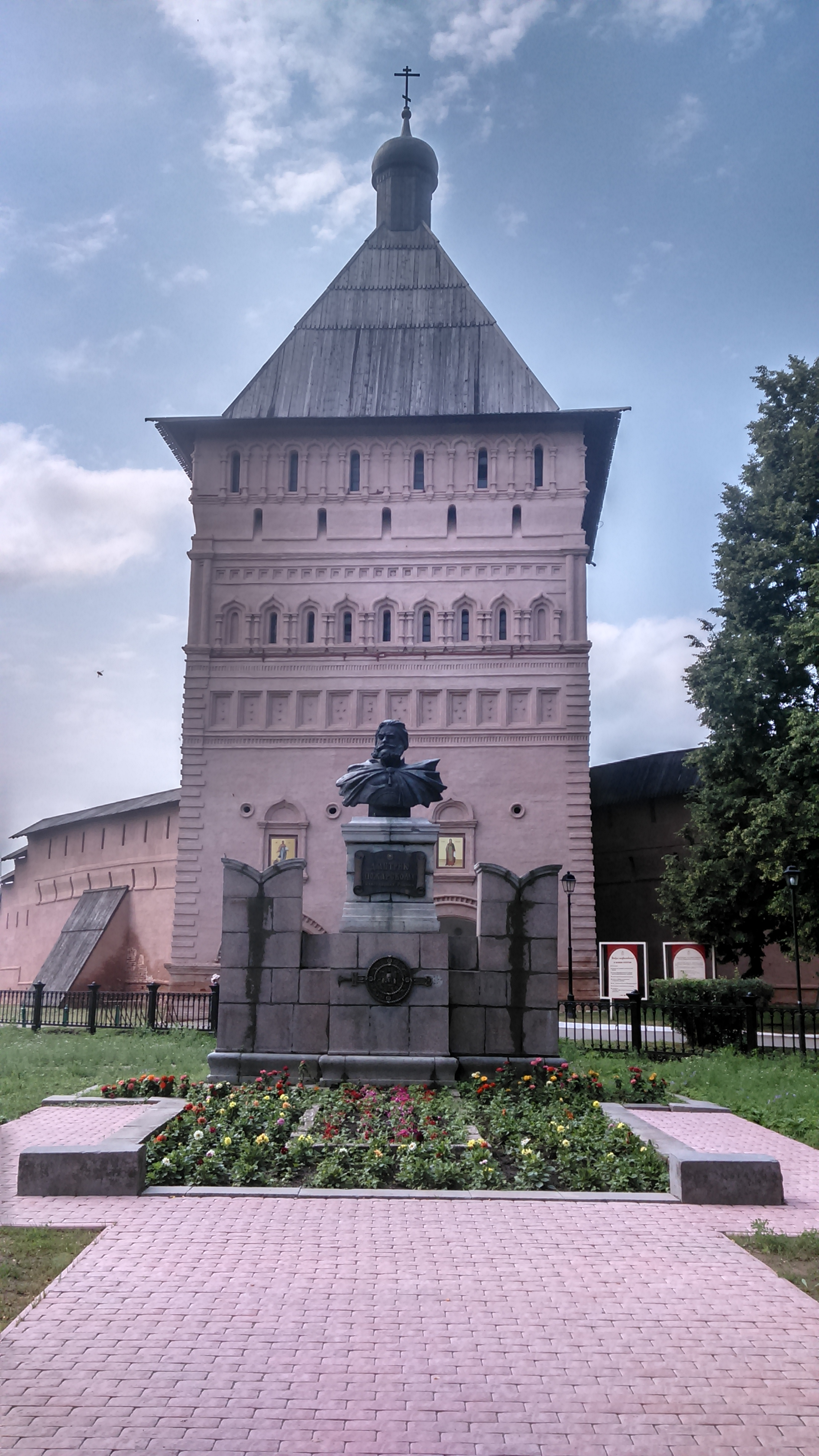
Бюст Дмитрия Пожарского перед входом в монастырь

Первоначальные деревянные постройки монастыря не сохранились, нынешний вид ансамбля сложился в XVI—XVII веках. Возведение грандиозных построек монастыря оказалось возможным благодаря крупным пожертвованиям княжеско-боярской знати. Крупные вклады были пожалованы великим князем Василием III, его сыном Иваном, князьями Пожарскими и др.
У стен монастыря 7 июля 1445 года произошла битва русских войск под командованием Василия II с казанским войском под командованием казанских царевичей — Махмуда и Якуба (сыновей хана Улу-Мухаммеда). Василий потерпел жестокое поражение и был взят в плен.
В 1511 году архимандритом Спасо-Евфимиева монастыря был Кирилл, позднее ставший архиепископом Ростовским, Ярославским и Белозерским.
Упоминается в Переписке Ивана Грозного с Андреем Курбским. Князь-эмигрант пишет царю: «А что за городом Суздалем имеется Спасский монастырь, где монахи весьма сребролюбивы и зело пьянственны».
Главный храм монастыря — Спасо-Преображенский собор (1550-е —1560-е гг.) — монументален и строг; о традициях белокаменной архитектуры Суздаля XIII века (о Рождественском соборе Кремля) напоминает аркатурный пояс на фасаде; впрочем, аркатурный пояс присутствует и в соборе суздальского Покровского монастыря (1510—1518). Гордость собора — фрески XVI века, открытые реставраторами на фасадах, и росписи знаменитых мастеров Гурия Никитина и Силы Савина (XVII век).
В 1837 году монастырь посетил цесаревич Александр Николаевич, а 16 мая 1913 года в связи с празднованием 300-летия дома Романовых — император Николай II с великими княжнами Ольгой, Татьяной, Марией и Анастасией.

### Монастырская тюрьма
По распоряжению Екатерины II в 1766 году в монастыре была учреждена тюрьма для «безумствующих колодников». Она была закрыта в 1905 году под влиянием революционных событий. Основную часть узников составляли нарушители устоев церковного права, рассматривавшиеся Синодом как сектанты.

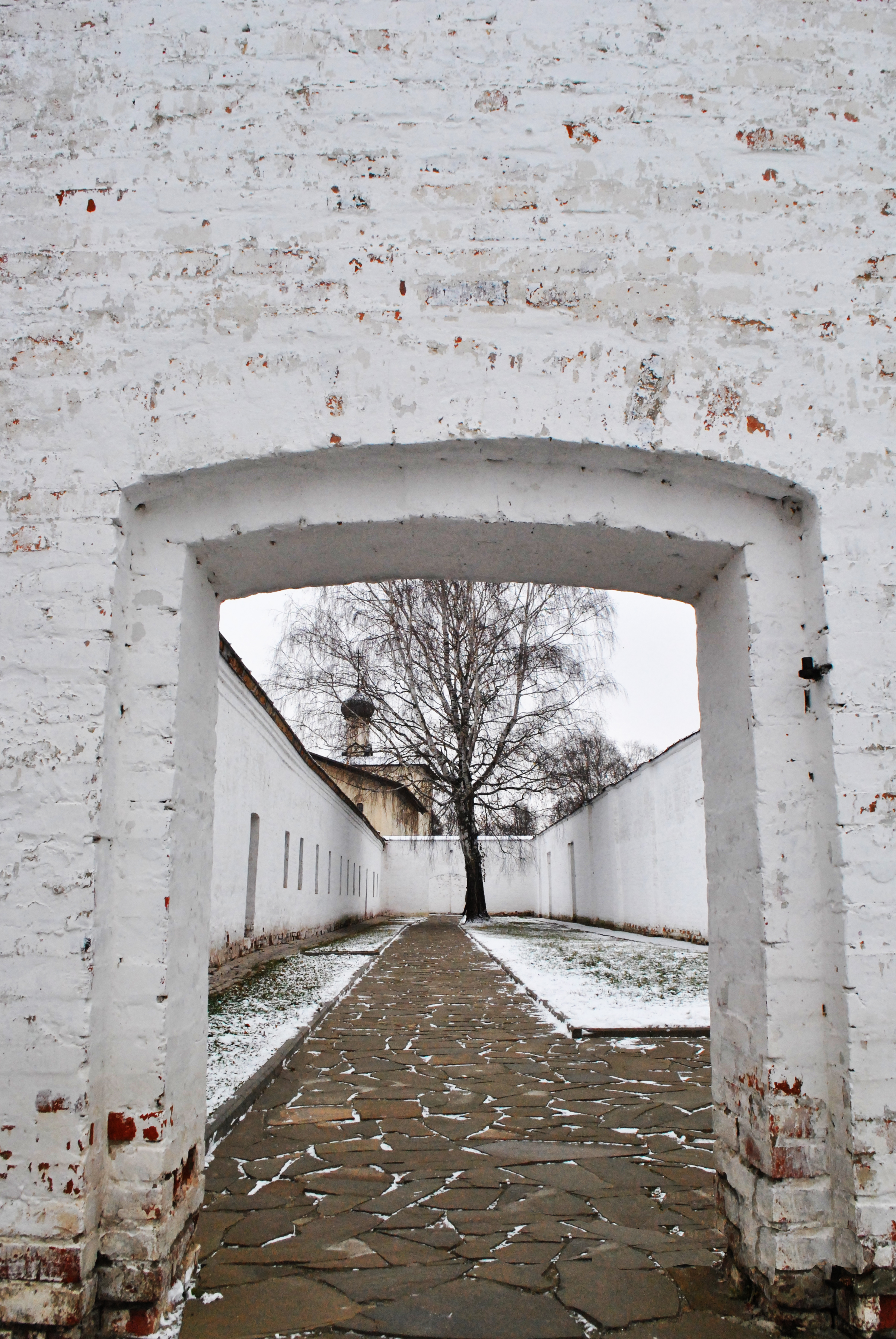
Двор тюремного корпуса

С 1820 по 1832 год в монастырской тюрьме содержался лидер секты скопцов Кондратий Селиванов, который здесь и умер.
В 1826 году по Высочайшему указанию в монастыре был заточён предсказатель Авель (Васильев). Он скончался здесь 29 ноября 1841 года, погребён за алтарём монастырской Никольской церкви.
В 1827 году «за некоторые неблаговидные поступки» архимандрит Амфилохий отправлен в Суздальский Спасо-Евфимиев монастырь, где и прожил безвыходно 40 лет.
В 1829 году здесь скончался декабрист Фёдор Шаховской.
Здесь же с 1869 года отбывал заключение лидер секты прыгунов Максим Рудомёткин, в 1857 году объявивший себя воплощением Святого Духа. В тюрьме Спасо-Евфимиева монастыря он составил 14 пророческих книг, вошедших в священное писание прыгунов «Книга солнца», и скончался в 1877 году.
В «Суздальской крепости» в XIX веке содержались старообрядческие священнослужители. Некоторые, как Алимпий (Вепринцев), умерли в одиночных камерах, не дождавшись освобождения; другие, как Аркадий (Дорофеев) (просидевший в одиночной камере 25 лет), Конон (Дураков) и Геннадий (Беляев), были освобождены в 1881 году. В деле их освобождения значительную роль сыграл Лев Толстой. В 1885 году сюда был помещён И. Г. Люцернов, но при содействии раскольников сумел сбежать.
С 1892 по 1903 год в тюрьме содержался Василий Подгорный, основатель секты подгорновцев.
С 1894 по 1902 год в тюрьме содержался архангельский благотворитель Василий Рахов, с 1898 по 1904 годы — старообрядец Фёдор Ковалёв, похоронивший заживо 25 человек в связи с переписью населения 1897 года, с 1898 по 1901 год — перешедший в католицизм православный священник Алексей Зерчанинов, в 1900 году четыре месяца в монастырской тюрьме провёл Иван Чуриков, основатель движения чуриковцев.

### Советский период
В 1923—1939 годах в помещениях бывшей монастырской тюрьмы работал политизолятор (с 1935 года — тюрьма особого назначения). Здесь содержались, в частности, митрополит Петр Крутицкий, обновленческий «епископ» Александр Боярский, экономисты Николай Кондратьев, Леонид Юровский, коммунистические и комсомольские деятели Владимир Невский, Мартемьян Рютин, Лазарь Шацкин, Иван Смирнов.
В 1940 году в монастыре содержались интернированные военнослужащие Чешского легиона польской армии во главе с Людвиком Свободой, которые были взяты под стражу после Польского похода РККА. В 1941 году после начала Великой Отечественной войны в монастыре был организован проверочно-фильтрационный лагерь, в котором солдаты и офицеры РККА проходили проверку после пребывания в плену и окружении противника. Через него прошли 8232 человека. 1 января 1943 года монастырь стал лагерем военнопленных, в котором содержали офицеров и генералов вермахта, итальянской, румынской, венгерской и испанской (Голубая дивизия) армий. В частности, здесь содержали фельдмаршала Фридриха Паулюса.
С 1946 по 1967 год на территории монастыря размещалась воспитательно-трудовая колония для несовершеннолетних преступников (сначала мальчиков, а после бунта 1947 года — девочек). В 1968 году монастырь стал музеем.
- Евфимий Суздальский (1352—1404)
- Кирилл (упом. 1511)
- Феодорит Кольский (настоятель с 1551 по 1554 год)
- Савватий (1570—1571)
- Иов (1572—1587)
- Герасим (1605—1612)
- Питирим (1650—1654)
- Павел (1663—1671)
- Иоасаф (1671—1674)
- Досифей (Глебов) (1709—1710)
- Гервасий (Линцевский) (17 июля 1777—1788)
- Иустин (Трипольский) (23 августа 1794—1797)
- Мелхиседек, архимандрит (…—1818), уволен с «пенсионом».
- Августин, архимандрит (1818—…)
- Парфений, архимандрит (1820—…)
- Серафим (Чичагов) (1899—1904)
- Александр (Григорьев) (1915)
- Павел (Борисовский) (1916—1921)
- Леонтий (Стасевич) (1922—1923)
- Арсений (Смирнов) (2016 — н. в.)

## Архитектурный ансамбль

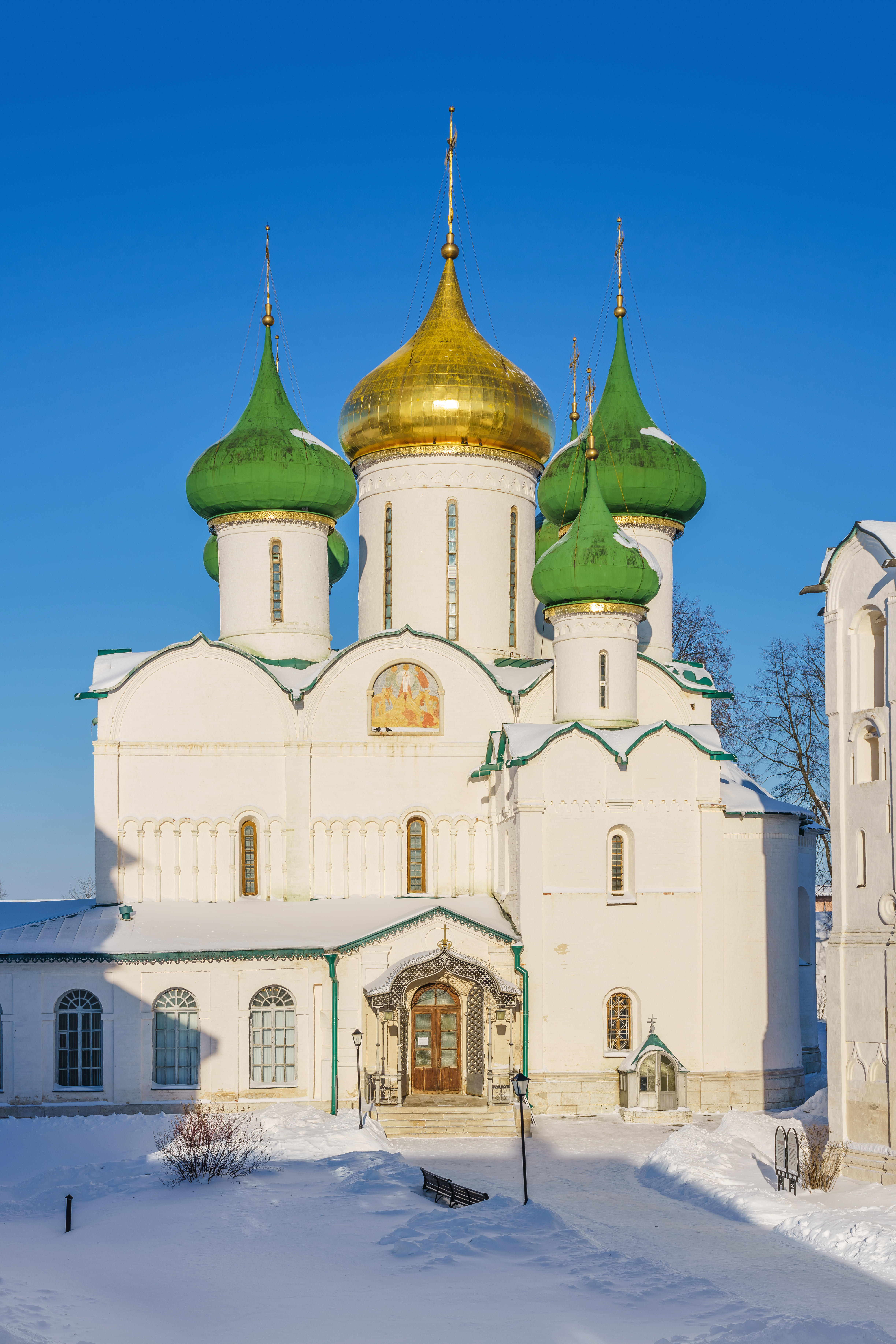
Спасо-Преображенский собор

- Спасо-Преображенский собор (1550-е — 1560-е годы)
- Монастырская звонница (XVI—XVII века)

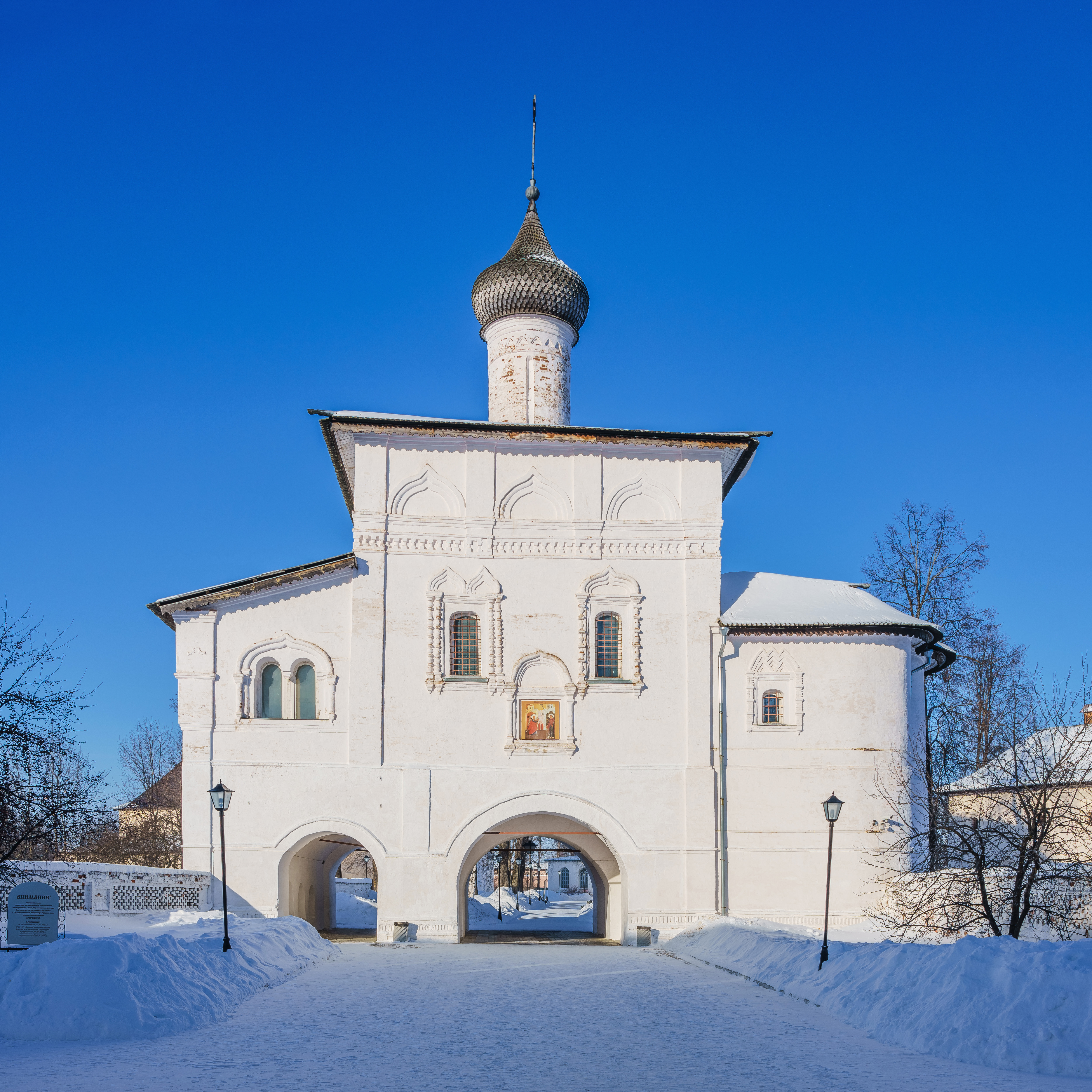
Благовещенская надвратная церковь

- Благовещенская надвратная церковь (XVI—XVII века)

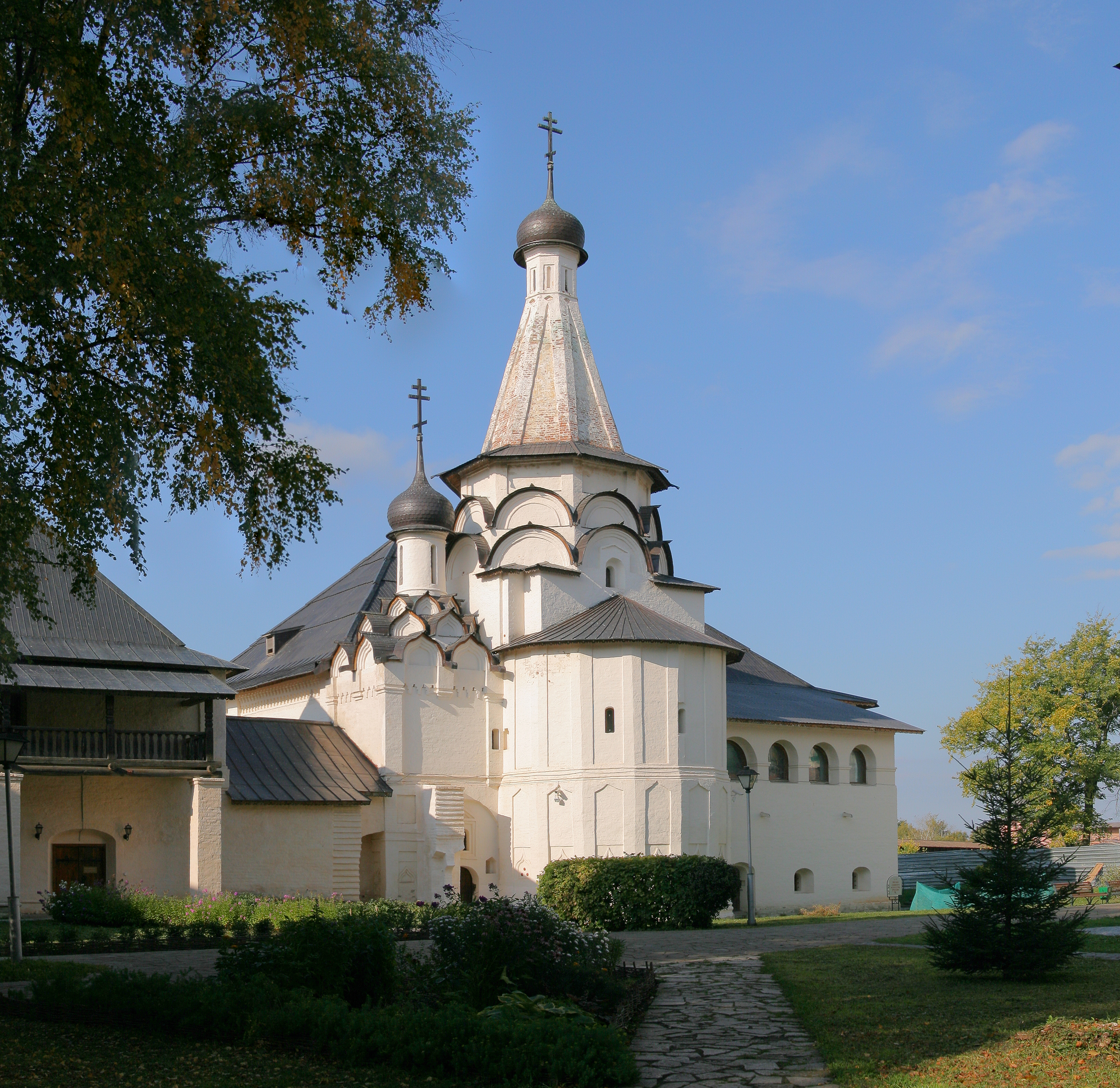
Успенская трапезная церковь

- Успенская трапезная церковь (XVI век)
- Дом архимандрита (XVII век)
- Никольская церковь с корпусом больничных покоев (1669 год)
- Братский келейный корпус (XVII—XIX века)
- Тюремный замок (XVIII век)
- Башни монастыря (XVII век)

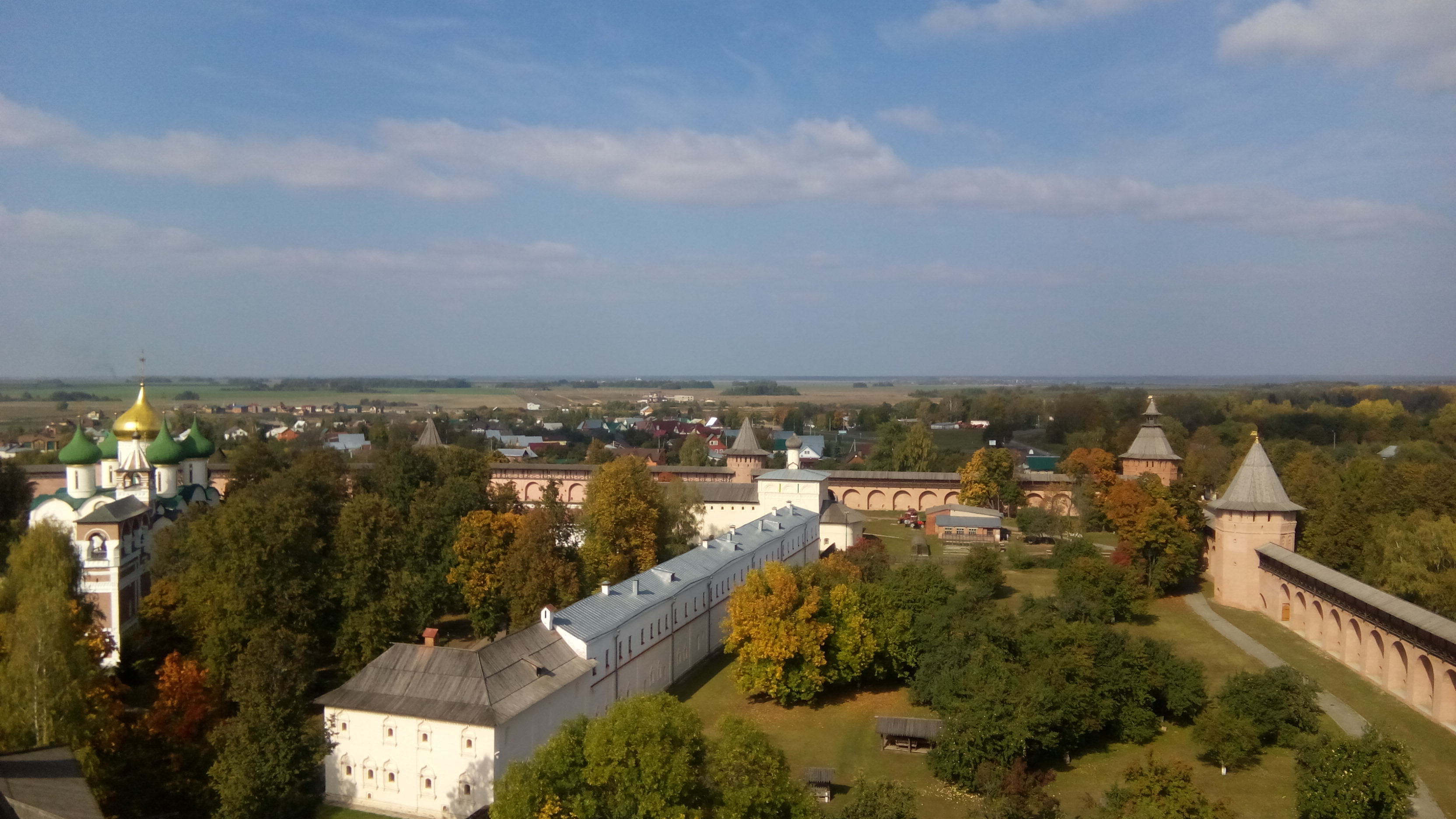
Вид на Братский корпус
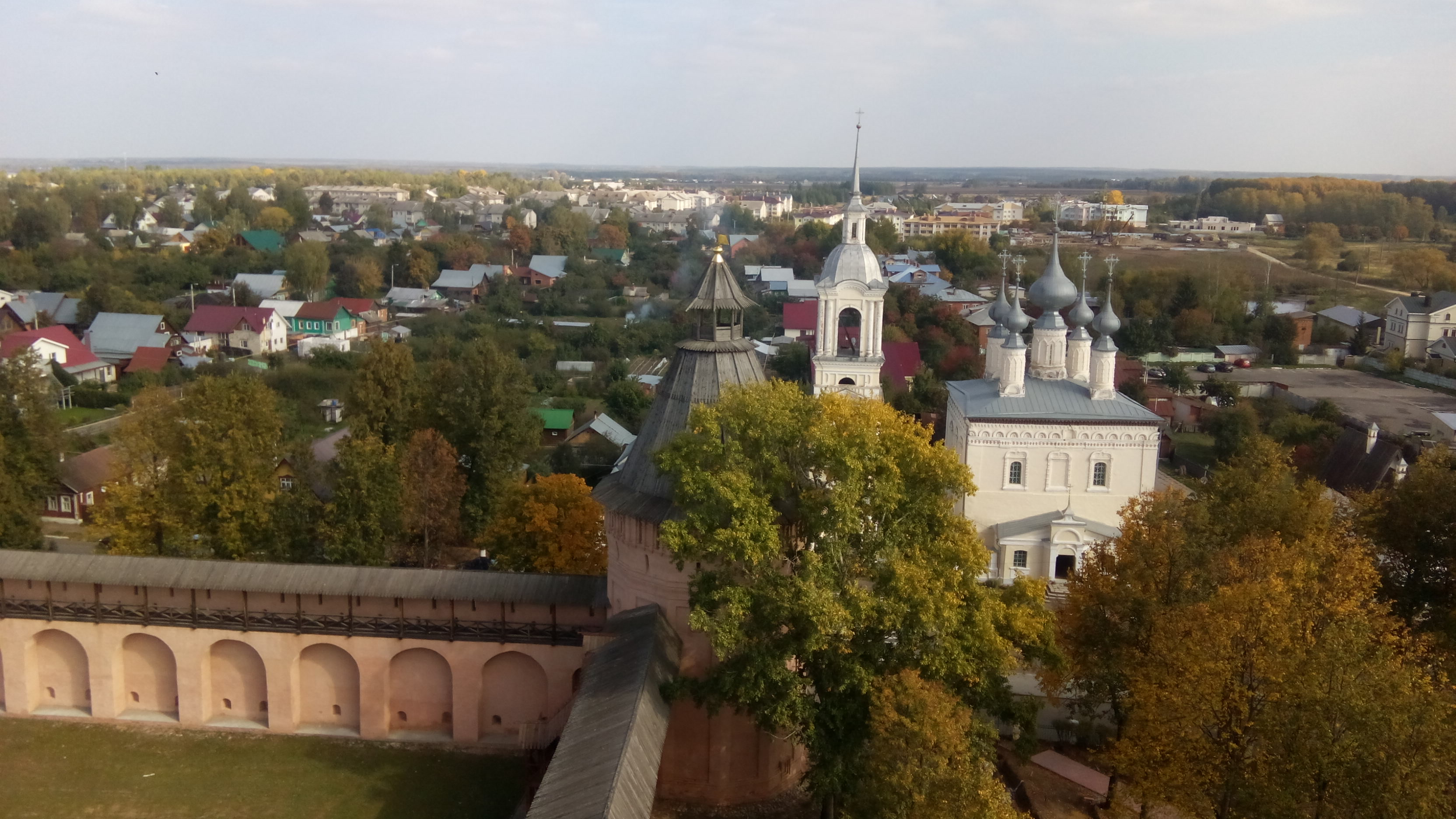
Вид на юго-восточную башню и Смоленскую церковь
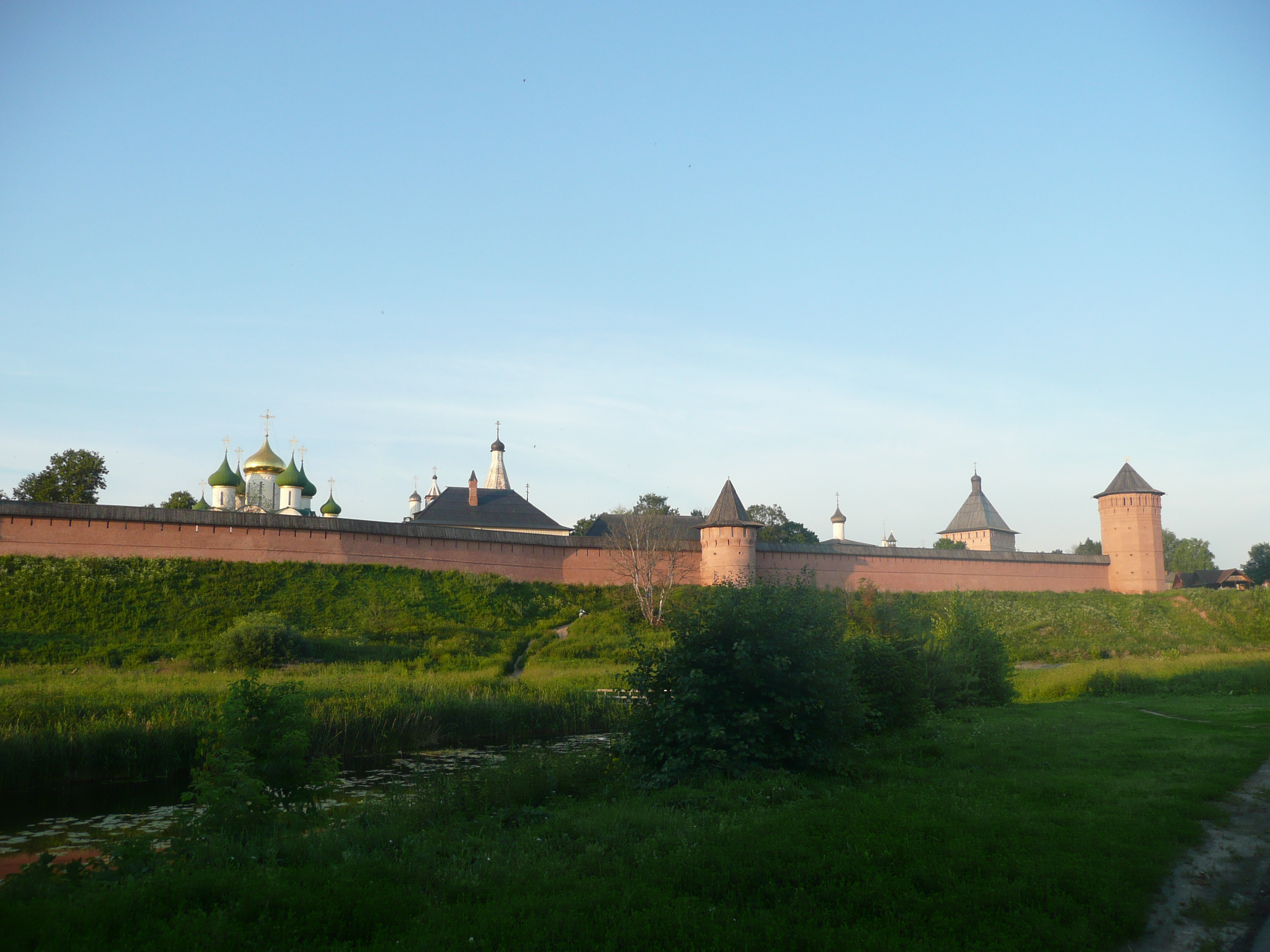
Вид со стороны реки Каменки

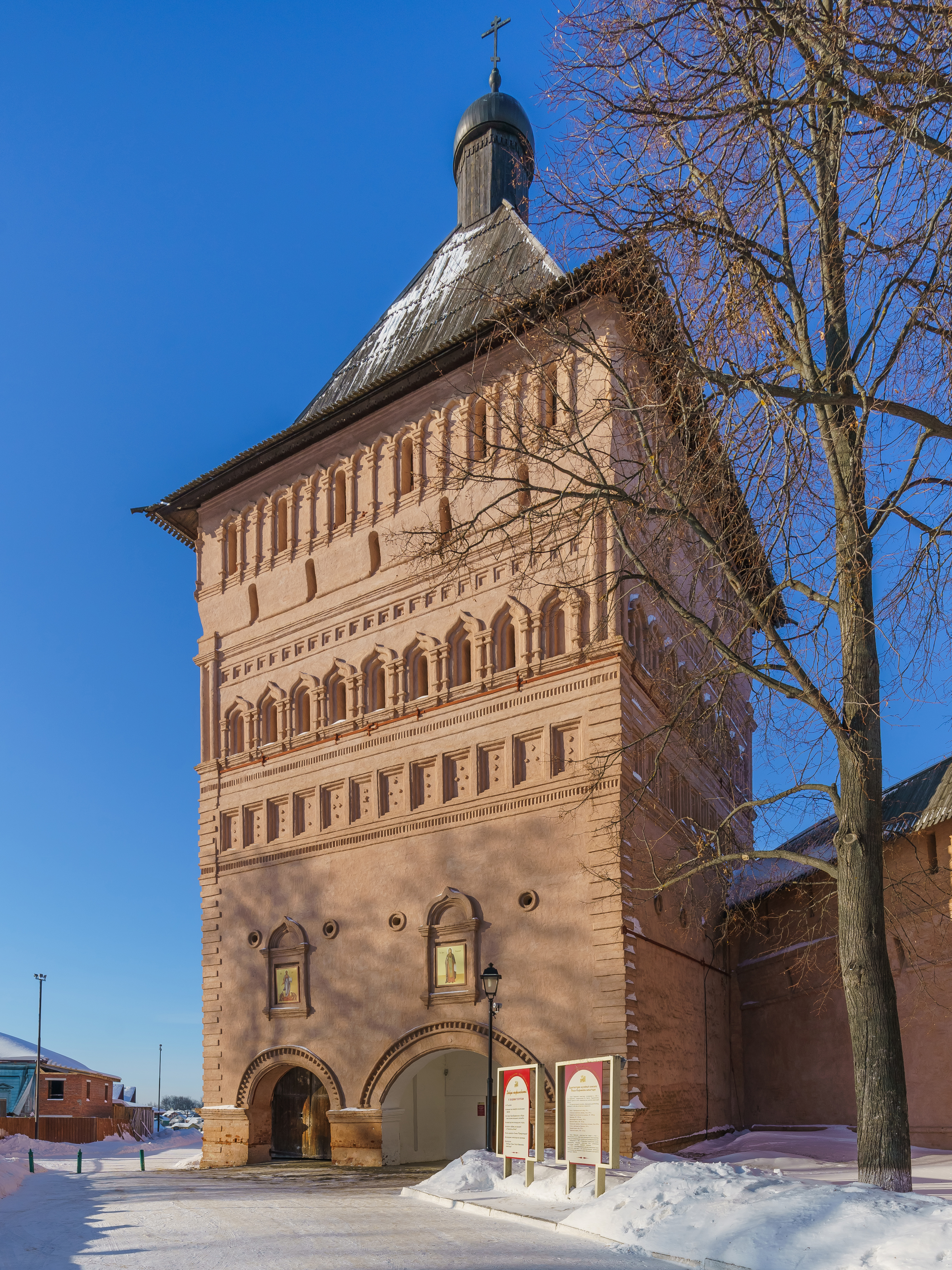
Проездная башня монастыря

Территория монастыря окружена крепостными стенами с двенадцатью мощными башнями, бойницами и амбразурами. Каменные стены были возведены в 1670—1680 годах вместо более старых деревянных, их протяжённость составляет 1200 м. Все башни монастыря, кроме явно выделяющейся Проездной (Входной), имеют круглое сечение. Входная башня высотой в 22 м сложена из красного кирпича, а её массивный прямоугольный объём прорезан двумя проездными арками, над которыми располагаются киоты. Нижняя часть башни отличается строгостью, а её верхний ярус богато отделан кирпичными наличниками, карнизами, поясками — декоративными элементами русского узорочья. Обращённые к городу башни восточной стены имеют более простой декор и украшены только зубцами и широкими лопатками; ещё проще отделка башен западной стены, смотрящей на Каменку. Несмотря на мощь, стены монастыря никогда не выполняли оборонительную функцию.
Благовещенская надвратная церковь, построенная в качестве святых ворот на рубеже XVI—XVII веков, после возведения каменной ограды оказалась внутри монастырских стен. Самым ранним каменным сооружением монастыря является Спасская церковь, поставленная над могилой Евфимия Суздальского в 1507—1511 годах и впоследствии превратившаяся в придел пятиглавого Спасо-Преображенского собора (1594). Сразу после постройки он напоминал Рождественский собор Суздальского кремля, в XVII веке его украсили наружной росписью. Стены, разделённые на три части пилястрами с килевидными закомарами, украшены по периметру аркатурно-колончатым поясом. В XVIII веке стены собора были с трёх сторон окружены галереей, а во второй половине XIX века к нему пристроен придел Сергия Радонежского. Пять куполов венчают центральную часть собора, два купола поменьше — его приделы. Световые барабаны прорезаны узкими высокими окнами и украшены каменной резьбой. Собор был украшен росписью ещё в XVI в., но к середине XVII в. эти фрески уже пришли в ветхость и в 1689 г. их сменила новая роспись, поновленная в середине XIX маслом.

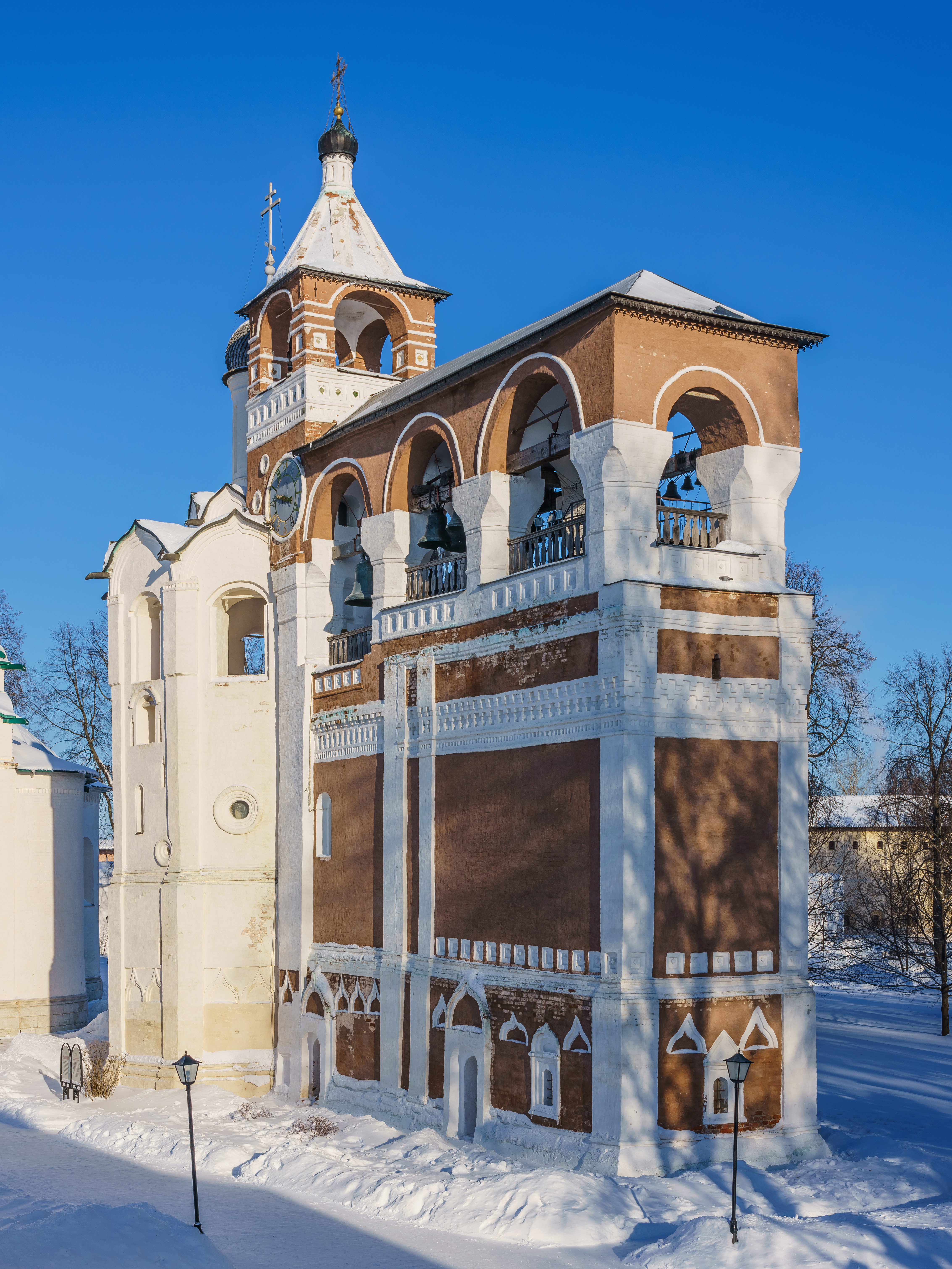
Монастырская звонница

Звонница монастыря состоит из нескольких построенных в разное время зданий — девятигранной столпообразной церкви Рождества Иоанна Предтечи начала XVI века и разнообразно декорированной трёхпролётной галереи звонов XVI—XVII веков. Церковь и галерея соединены башенкой-«часозвоней», где размещены часы с боем. Монастырские колокола XVI века не сохранились: они были отправлены в переплавку в 1930-х годах. В настоящее время звонница имеет 17 колоколов, в которые в начале каждого часа звонит профессиональный звонарь.
Успенская трапезная церковь, сооружённая в последней четверти XVI века, расположена перед Спасо-Преображенским собором напротив звонницы. Это столпообразный храм типа «восьмерик на четверике», увенчанный шатром с двумя ярусами кокошников. Мощная апсида украшена лопатками и килевидными арочками, с восточной стороны к храму примыкает придел мученика Диомида в виде небольшой столпообразной церкви с тремя ярусами кокошников и изящной главкой. С другой стороны Успенская церковь переходит в двухъярусную трапезную палату, покрытую тесовой кровлей. Нижний этаж трапезной палаты был предназначен для различных хозяйственных служб, в верхнем помещался трапезный зал со сложной системой сводов, опирающихся на центральный столп.

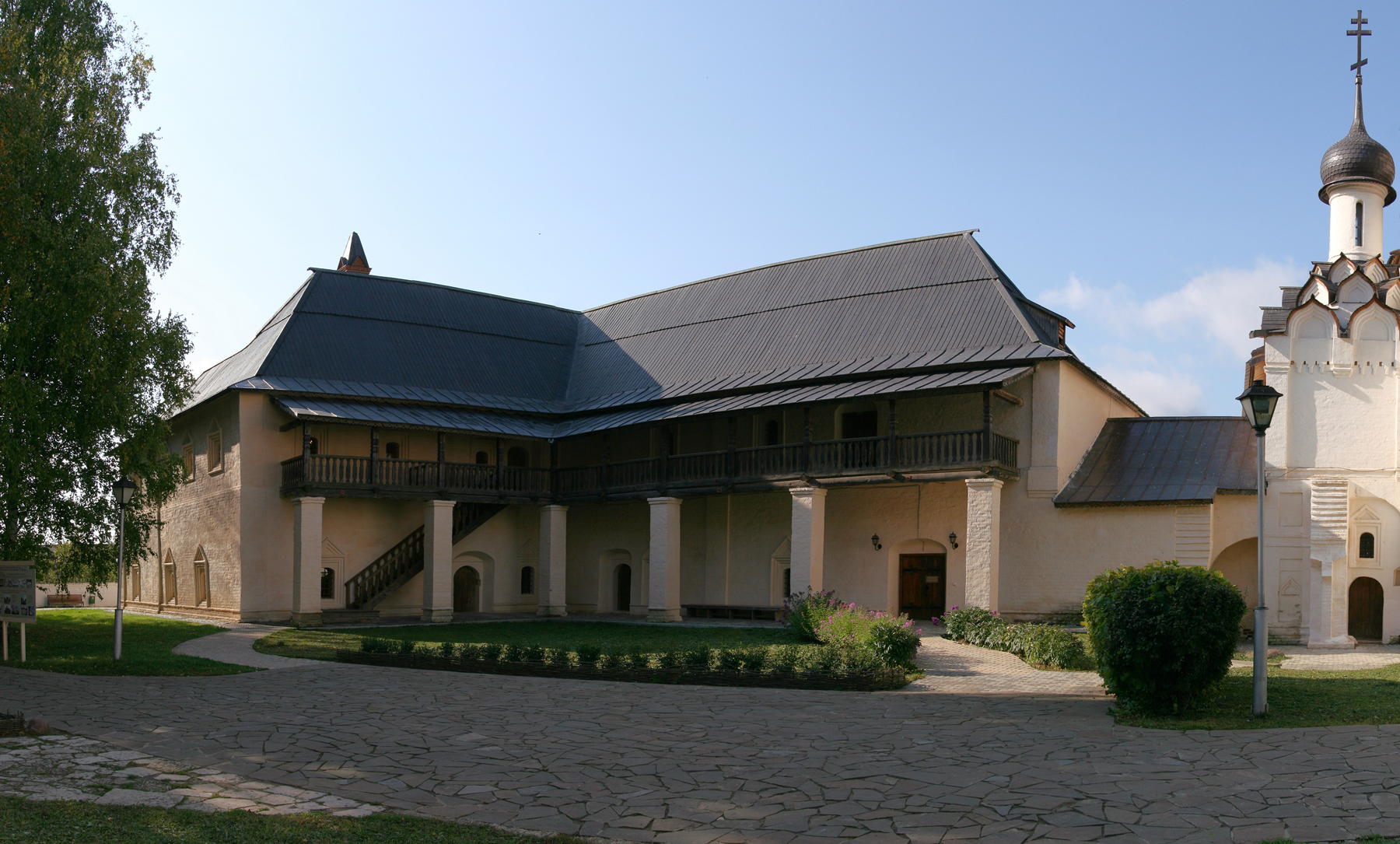
Архимандритский корпус

К Успенской церкви со стороны Диомидовского придела примыкает памятник гражданской архитектуры XVII века — Архимандритский корпус — возведённый между 1628 и 1660 годами. Это двухэтажное Г-образное здание украшено крытой деревянной галереей-гульбищем, опирающейся на каменные столбы. Корпус возводился как казённое здание, но примерно с конца XVIII века в нём проживал архимандрит монастыря.
В 1971—1981 годах звонница, Успенская трапезная церковь и Архимандритский корпус подверглись комплексной реставрации. Была восстановлена первоначальная объёмно-планировочная структура и форма памятников, воссозданы своды, оконные и дверные проёмы, а также декоративное убранство фасадов. В 2001—2008 годах реставрационные работы были продолжены. Теперь приходилось бороться с деформацией фундамента и стен, ведущей к образованию трещин и угрожавшей полным разрушением сооружений. Для спасения зданий был применён комплекс мер по инженерному укреплению, включавший установку анкеров в фундамент и стены Архимандритского корпуса и звонницы. В 2008 году была проведена соответствующая окраска звонницы, отражающая разновременность строительства её составных частей, а также восстановлены куранты. Был произведён ремонт фасадов Успенской трапезной церкви с Диомидовском приделом, покрытия закомар и главок выполнены из меди, а в её кровле использован биметалл.

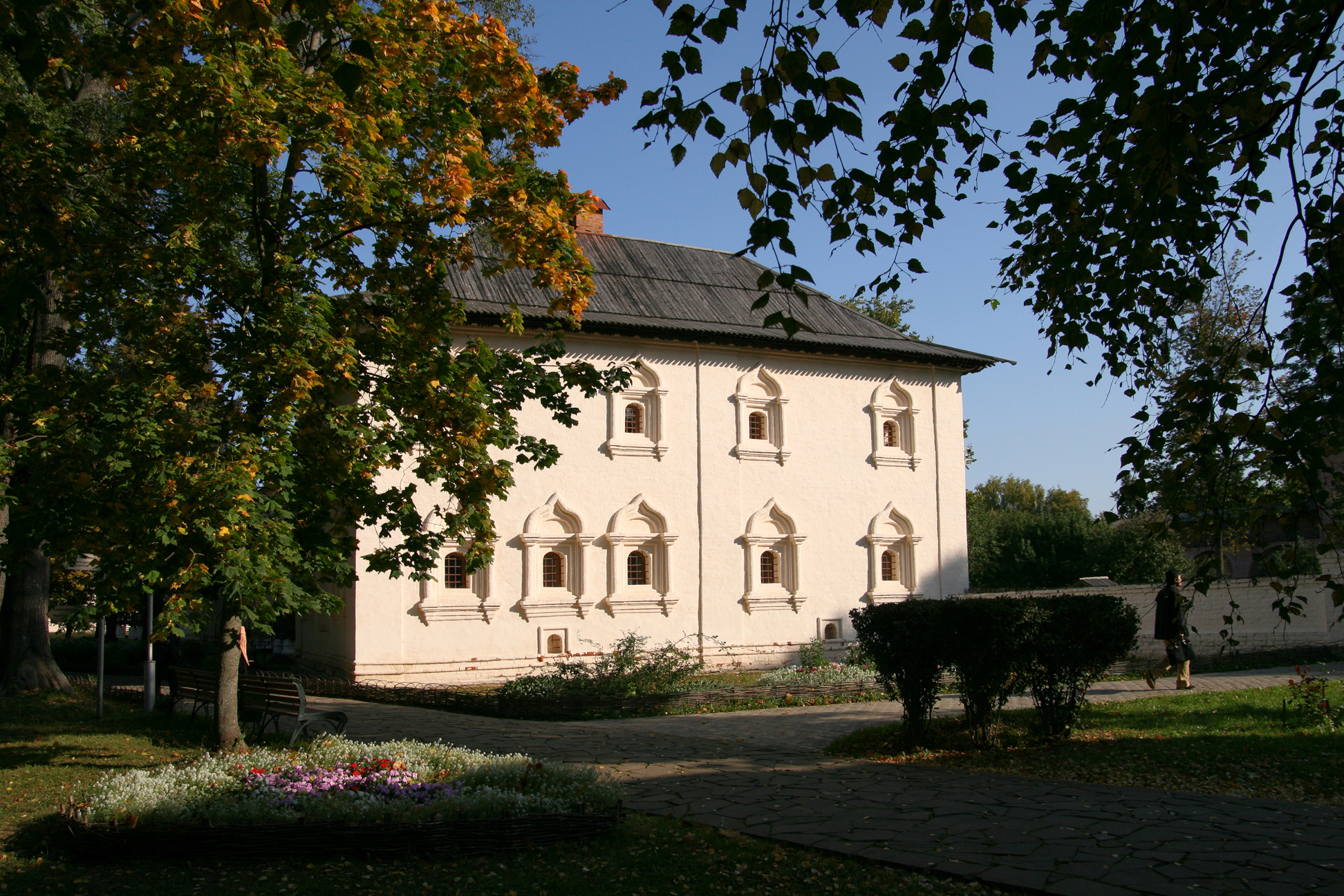
Братский корпус

Ещё одна допетровская постройка монастыря — Братский корпус, построенный примерно в то же время, что и Архимандритский корпус. Это Г-образное двухэтажное здание, идущее параллельно восточной стене монастыря, было предназначено для монашеских келий. Согласно исследованиям И. А. Столетова, самыми ранними постройками, датированными первой половиной XVII века, являются южная часть здания и весь первый этаж. Главное украшение здания — оконные наличники с кокошниками.

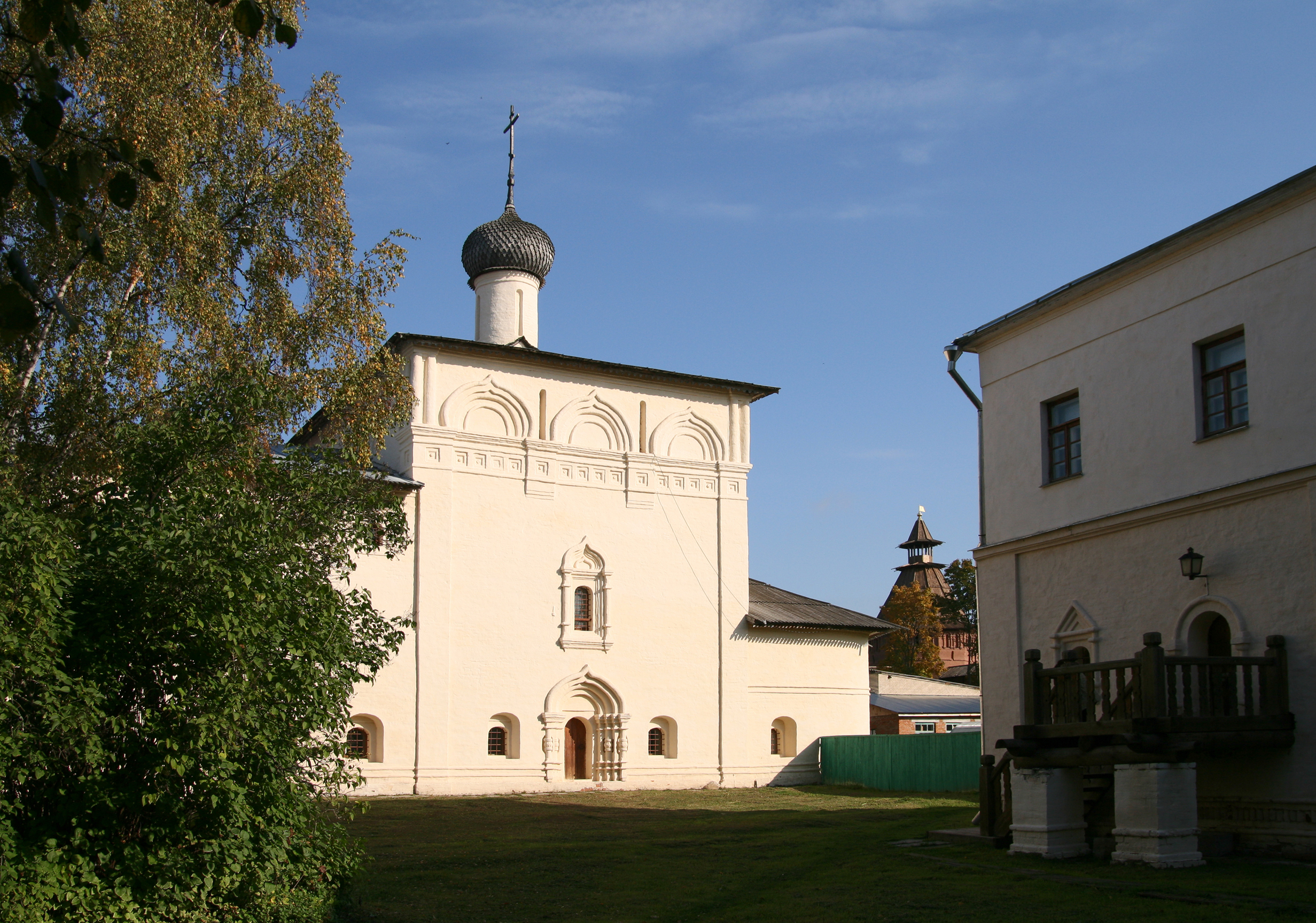
Никольская больничная церковь

Никольская церковь с примыкающими к ней двухъярусными больничными палатами была возведена в 1669 году в северо-восточной части монастыря. Это бесстолпная одноглавая церковь с выразительными порталами, простые фасады которой украшены закомарами и наличниками с кокошниками. Сводчатый зал на первом этаже был отведён под трапезную, на втором этаже помещались больничные покои. Никольская церковь подверглась реставрации в 1968—1974 и 1999—2006 годах. В первый период была восстановлена первоначальная объёмно-планировочная структура и архитектурная форма здания, воссозданы своды, барабан с главкой, двухэтажная паперть, оконные и дверные проёмы, а также декоративное убранство фасадов. В начале XXI века была заменена деревянная кровля на основном объёме церкви и её алтарной части, выполнена работы в интерьере и произведена вычинка кирпичной кладки и обмазка фасадов.
В зданиях размещаются экспозиции, фондохранилища и подсобные службы. На монастырской звоннице заново подобраны все колокола, и несколько раз в день посетители имеют возможность слушать их перезвон. Одним из звонарей в монастыре трудился Юрий Юрьев.

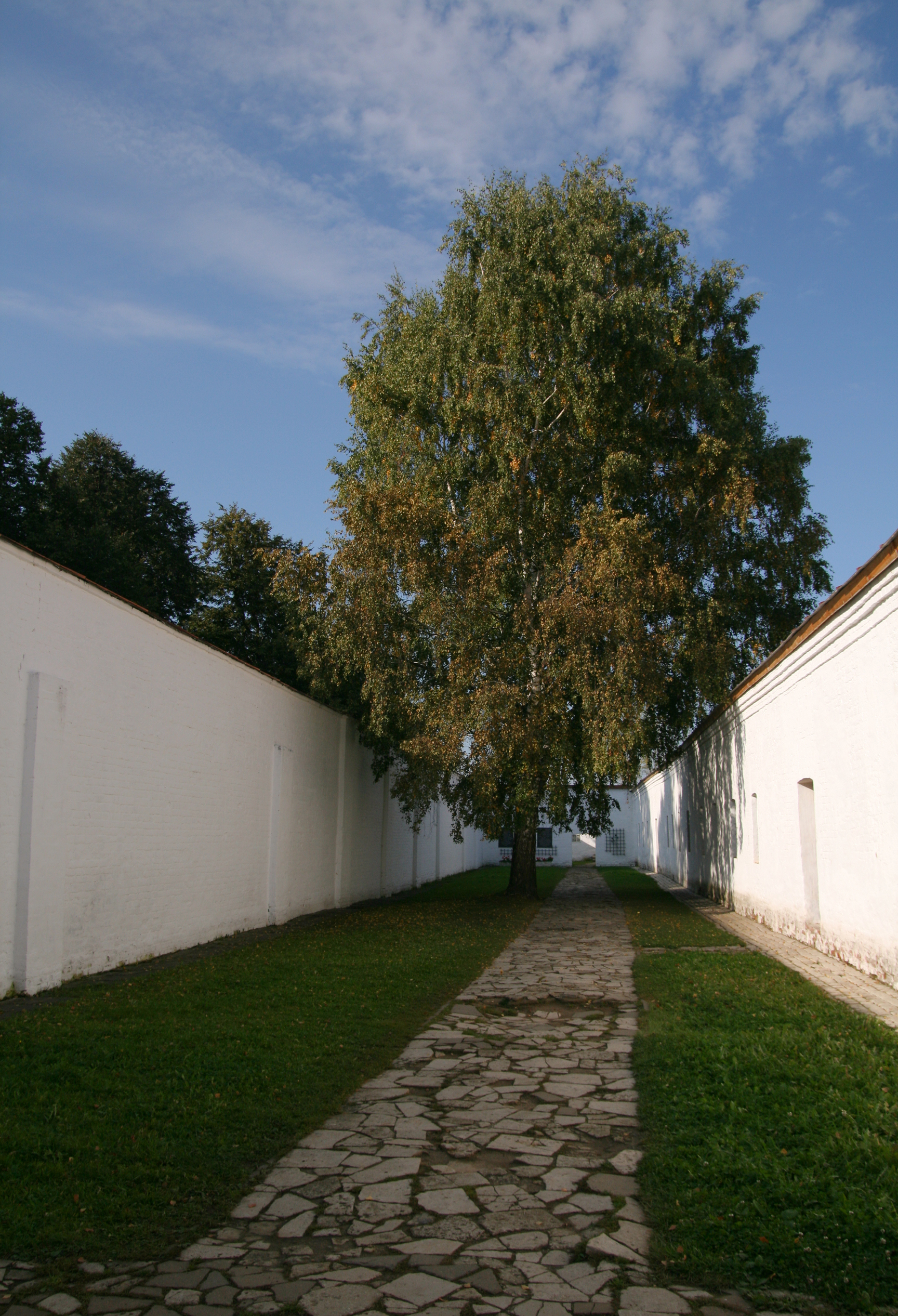
Двор тюремного корпуса
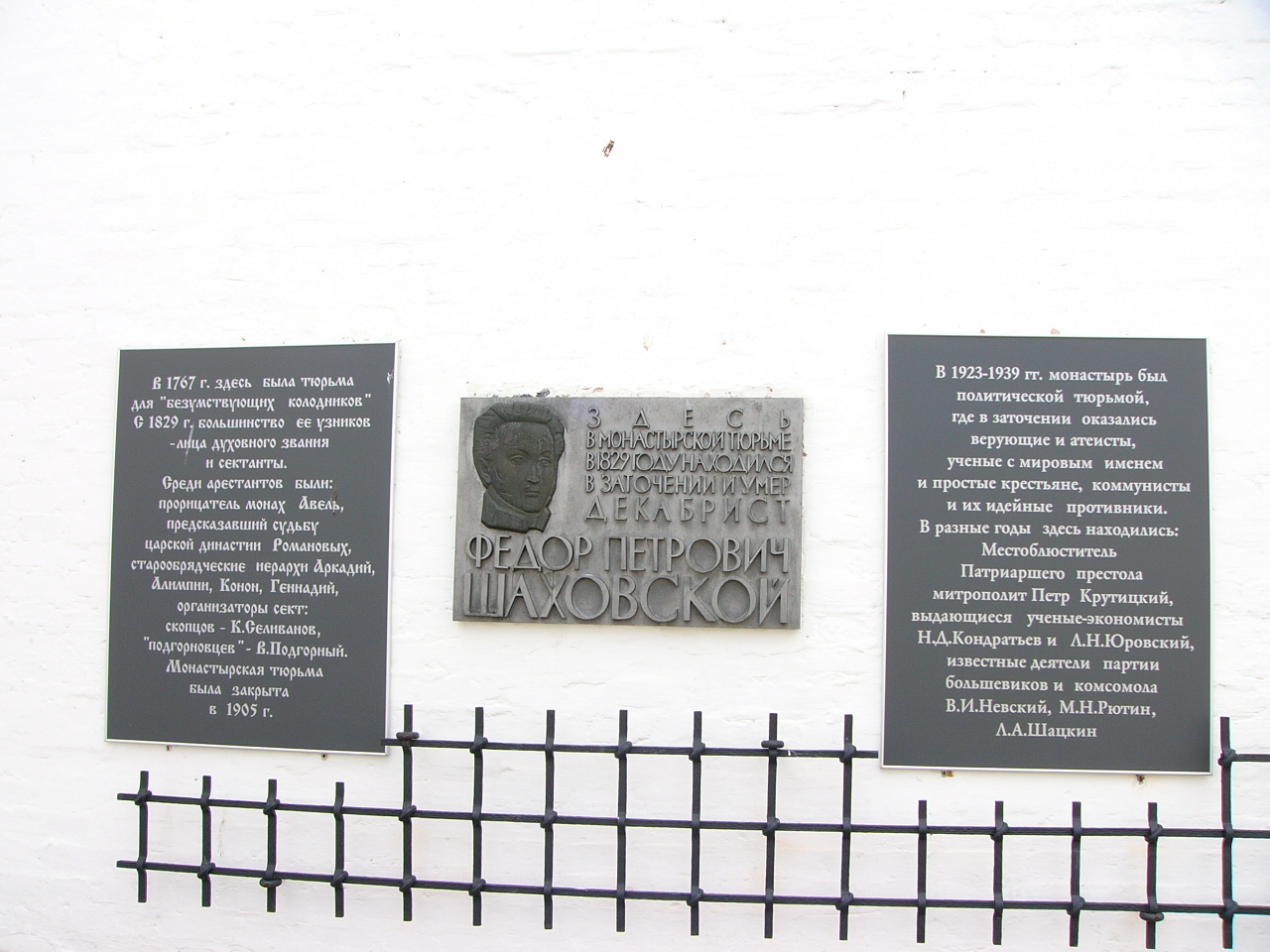
Мемориальная плита на стене тюремного корпуса
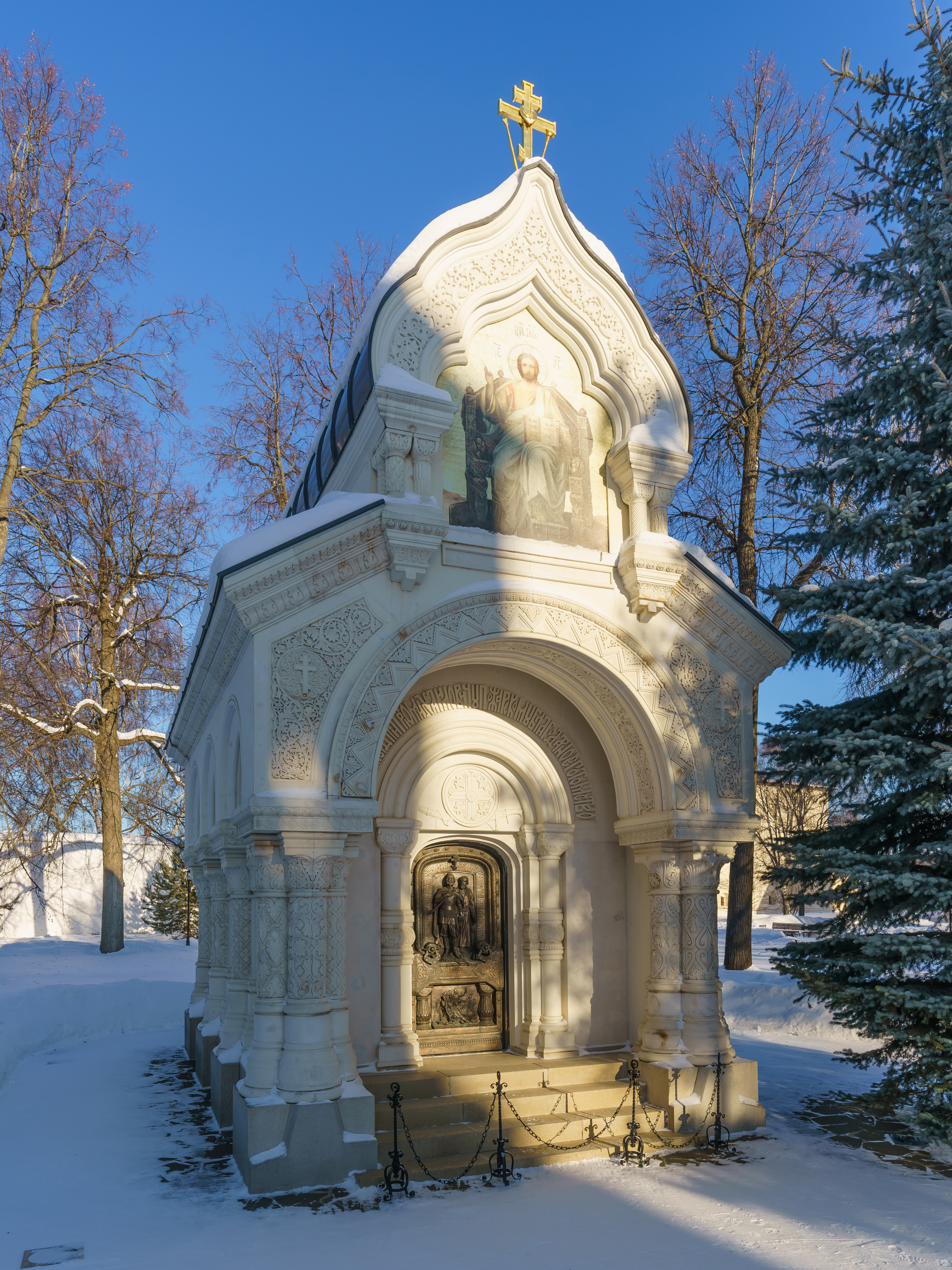
Памятник-часовня князю Дмитрию Пожарскому
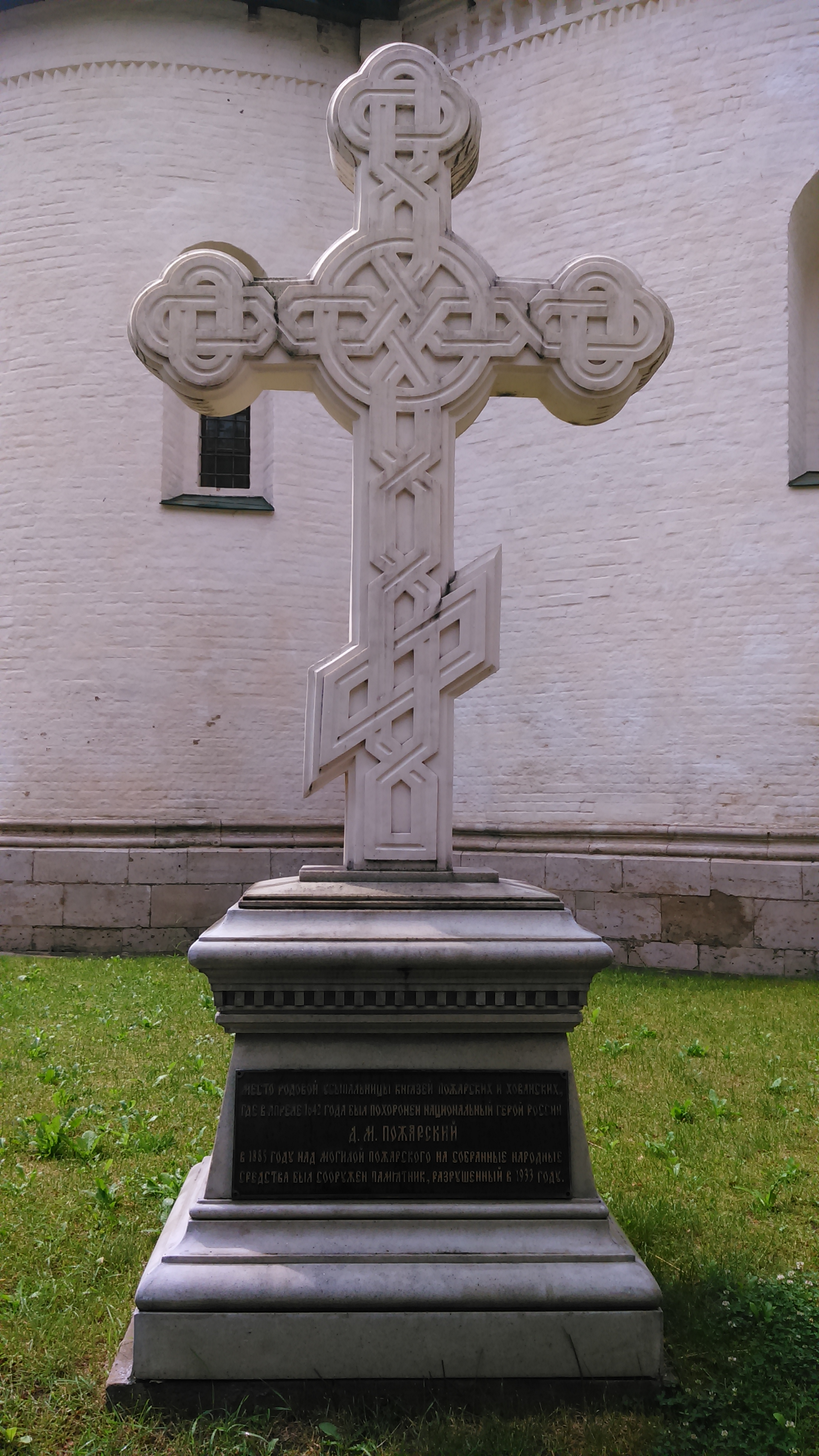
Место захоронения князя Дмитрия Пожарского (родовая усыпальница Пожарских и Хованских)
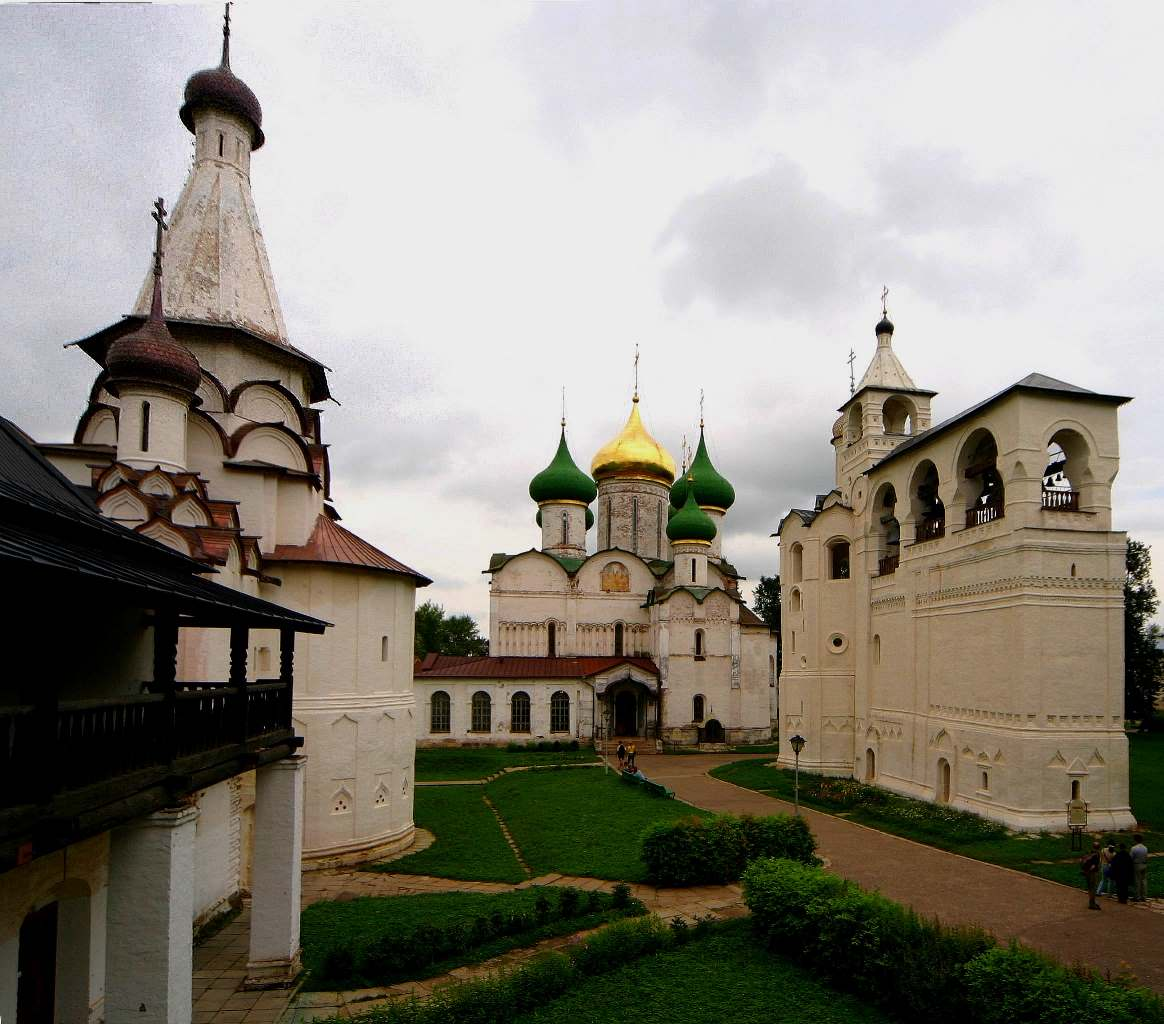
Вид на Спасо-Преображенский собор и звонницу
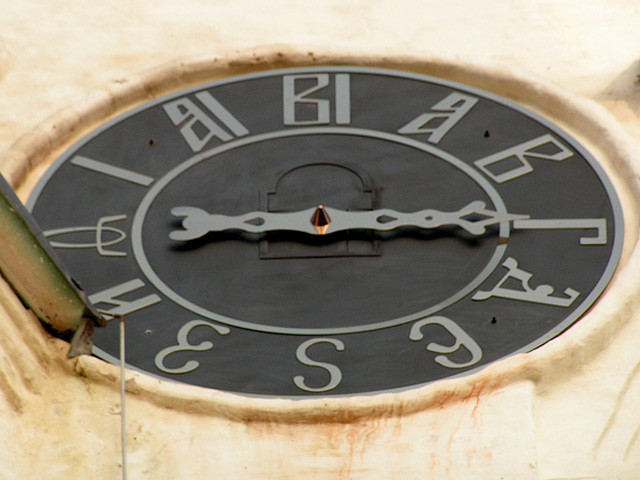
Часы на монастырской звоннице
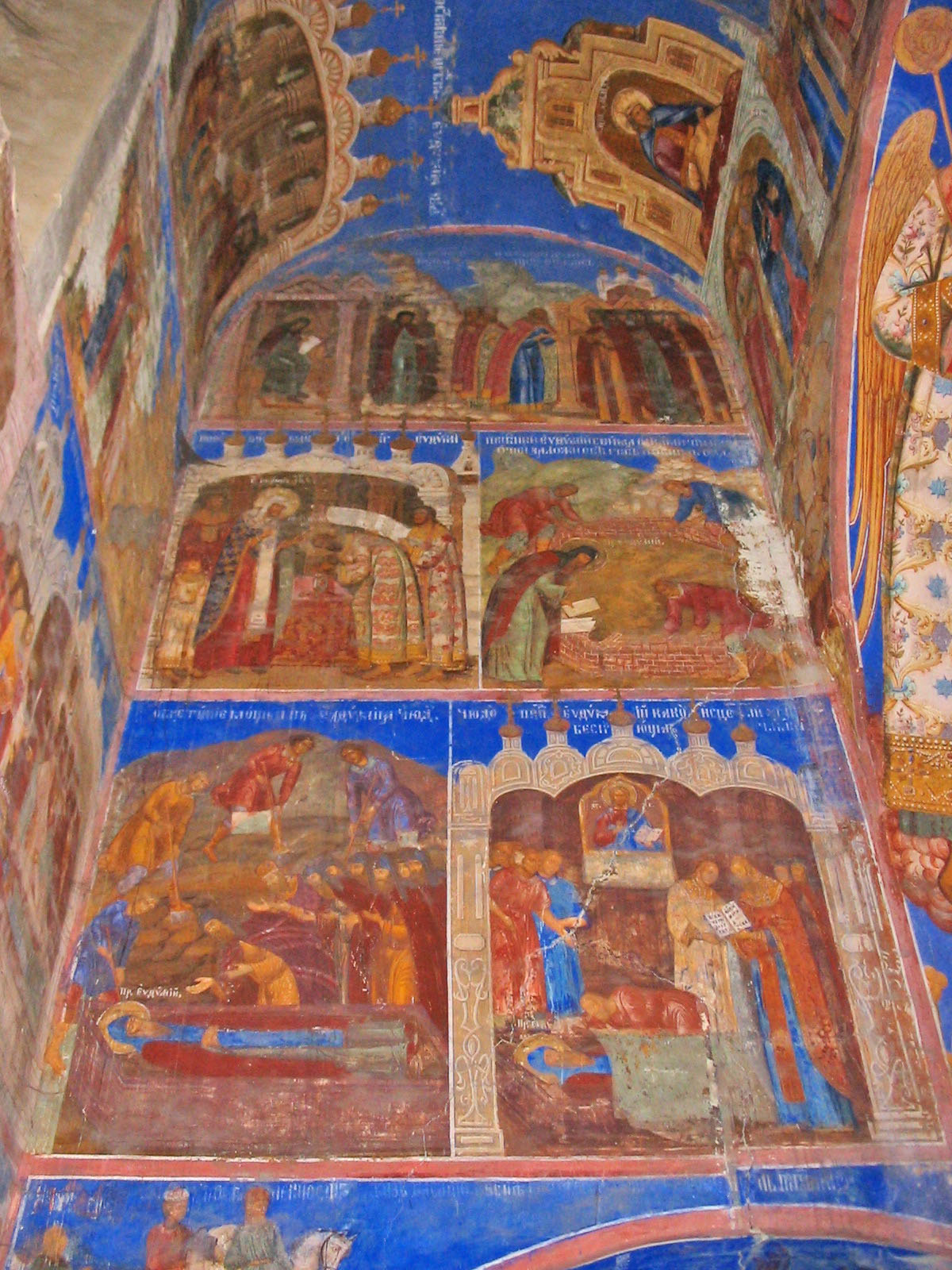
Фрески Спасо-Преображенского собора
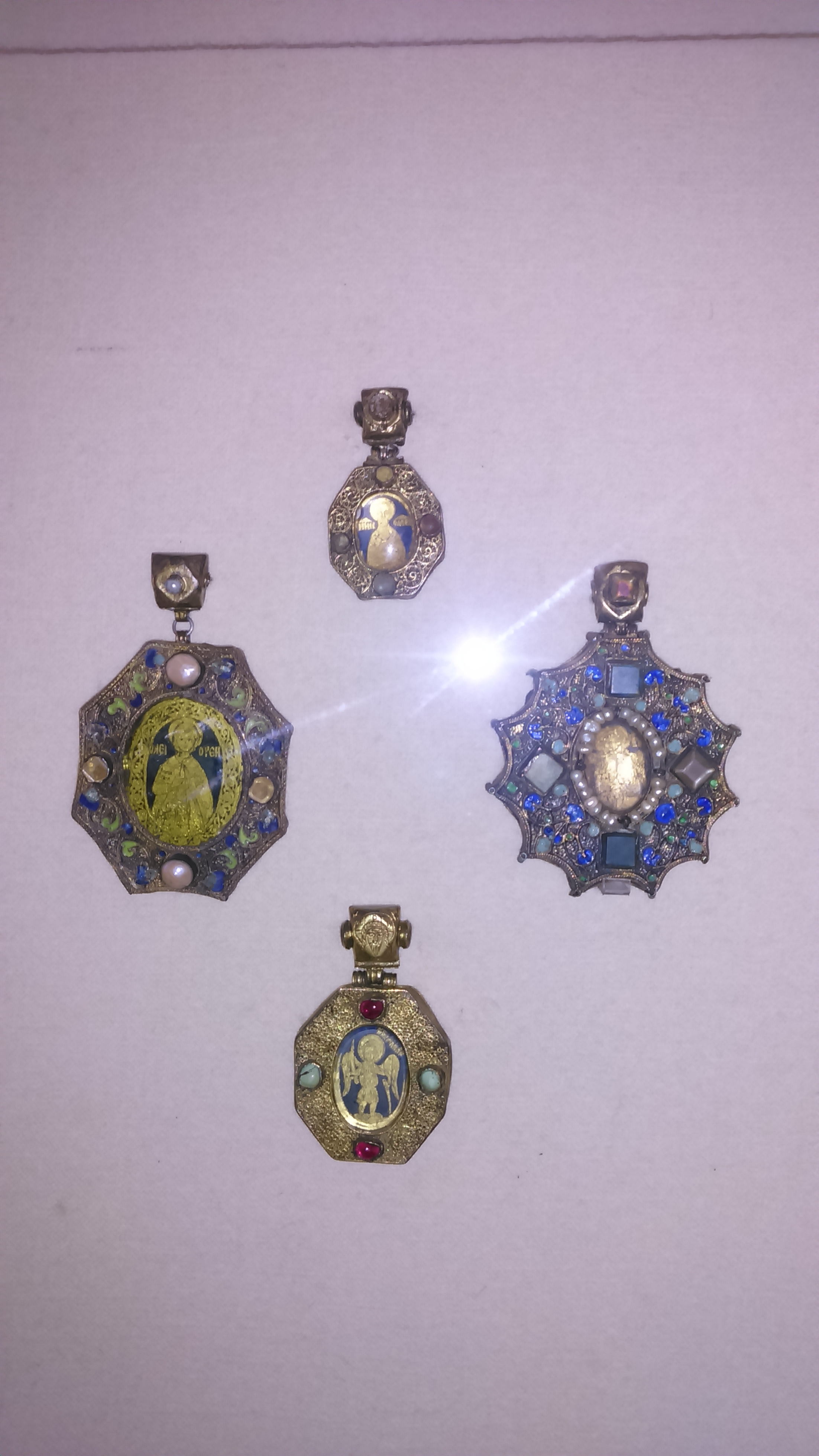
Галерея экспозиции. Панагии
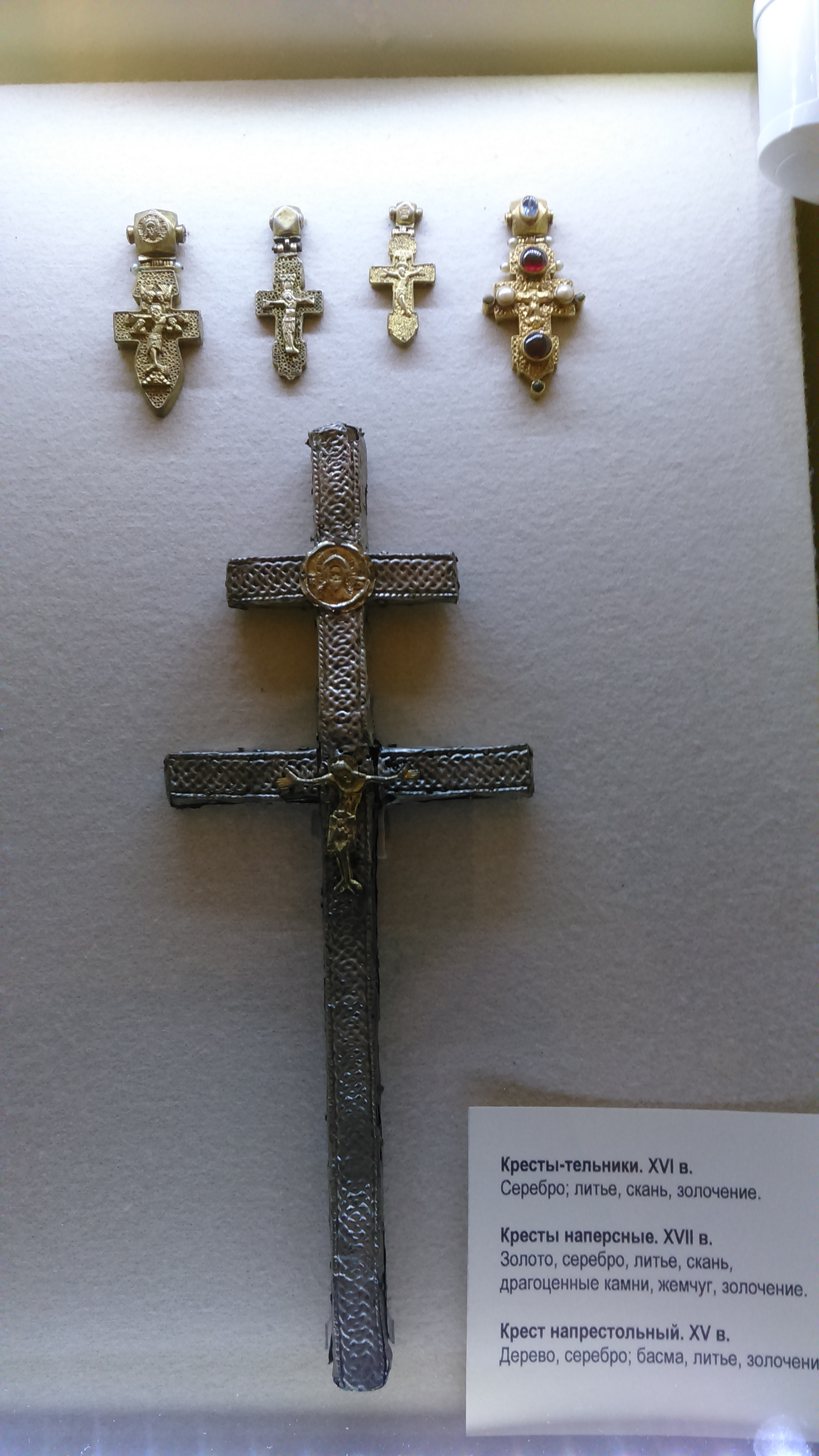
Галерея экспозиции. Кресты наперстные и кресты-тельники
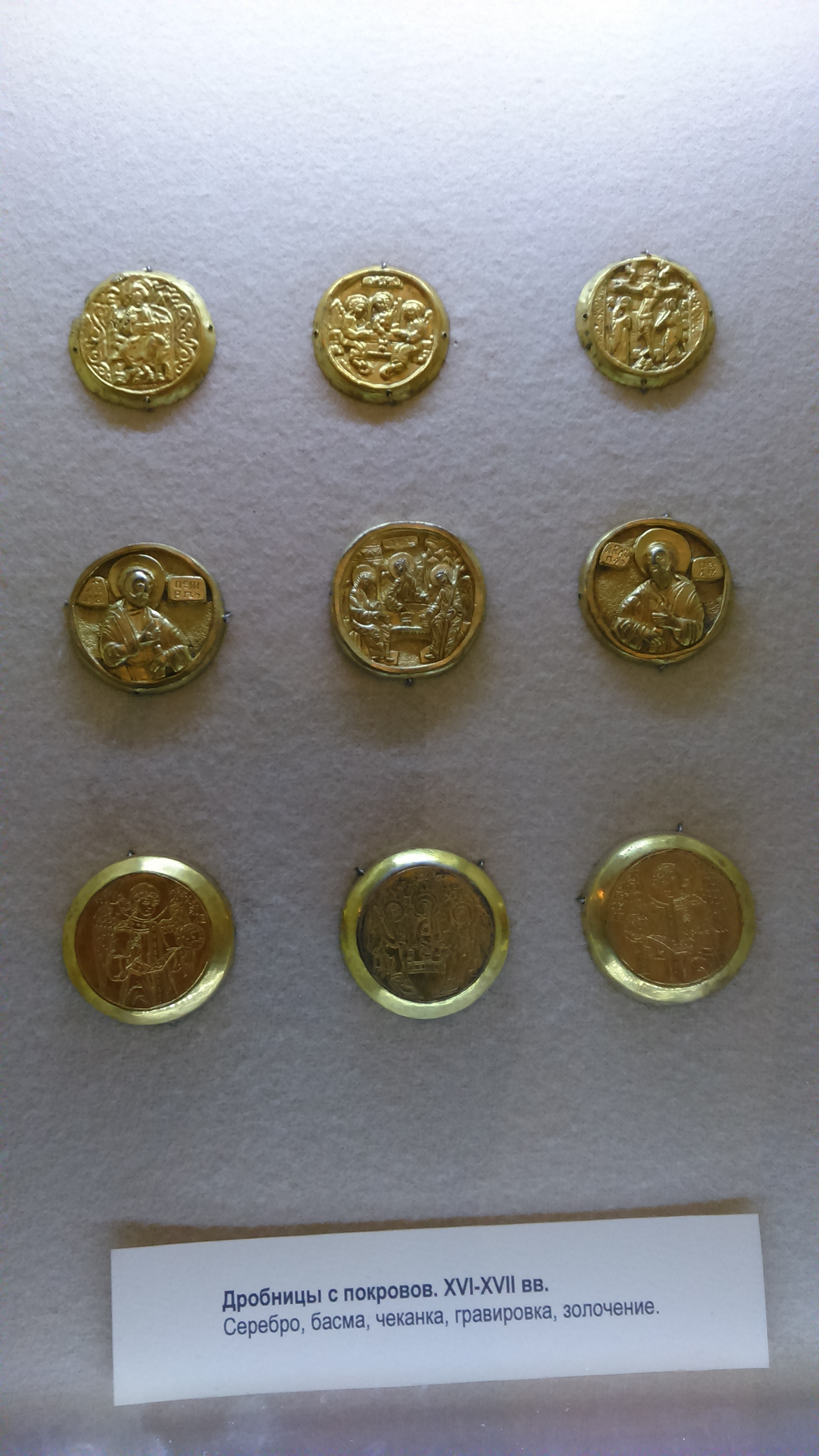
Галерея экспозиции. Дробницы с покровов
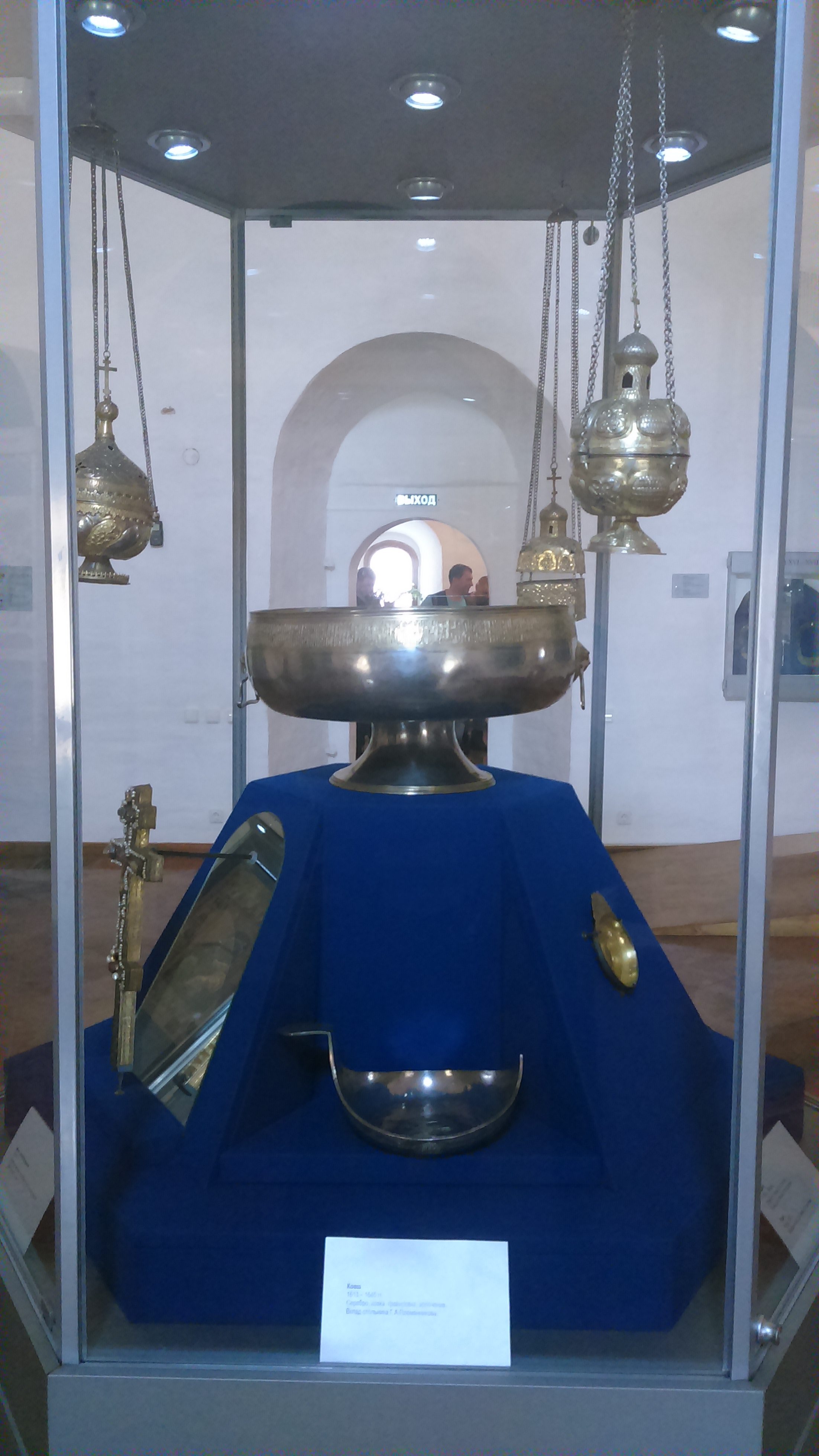
Галерея экспозиции. Кадила, ковш и братчина
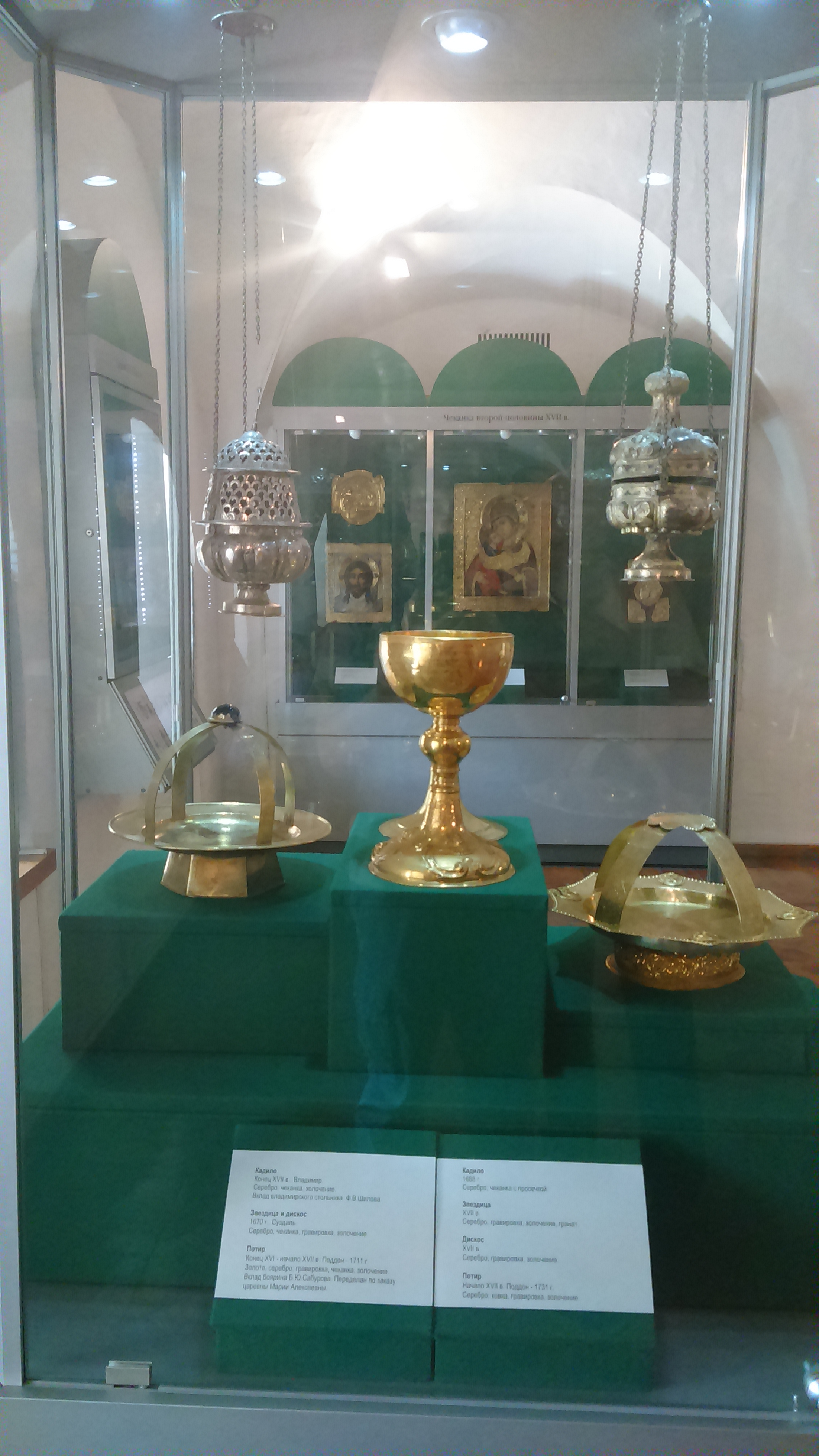
Галерея экспозиции. Потир, дискос, звездица
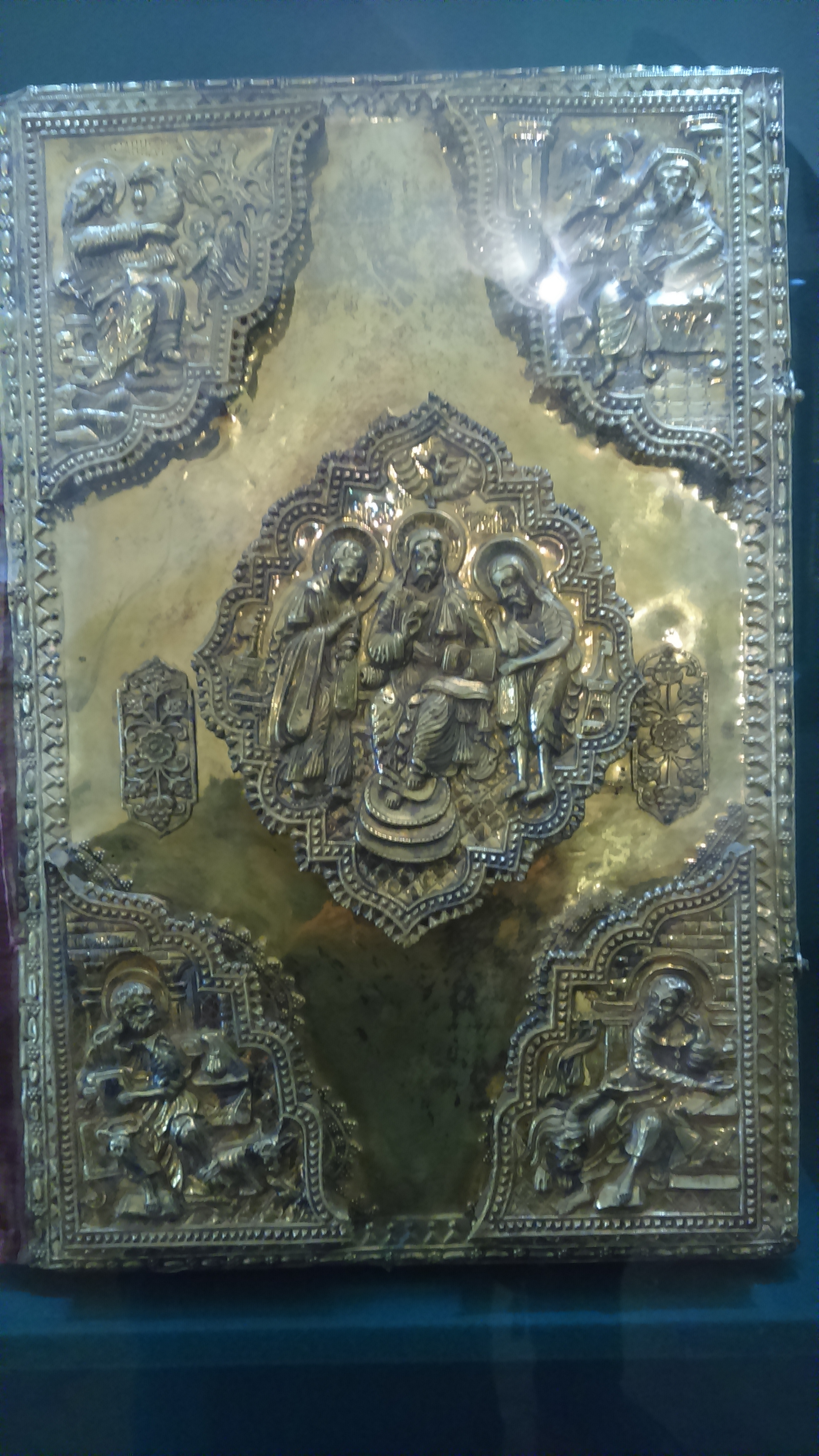
Галерея экспозиции. Престольное Евангелие
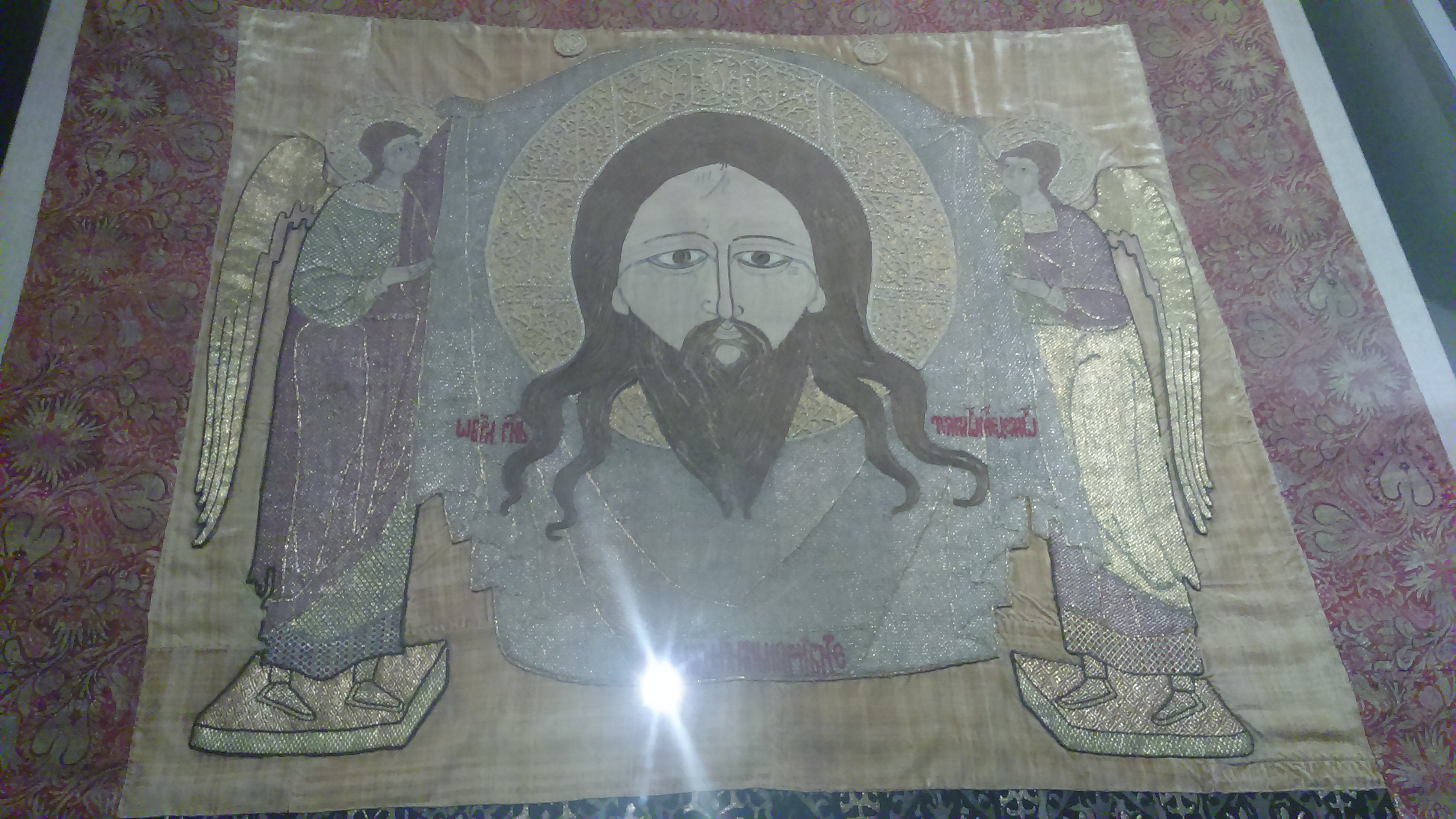
Галерея экспозиции. Спас Нерукотворный
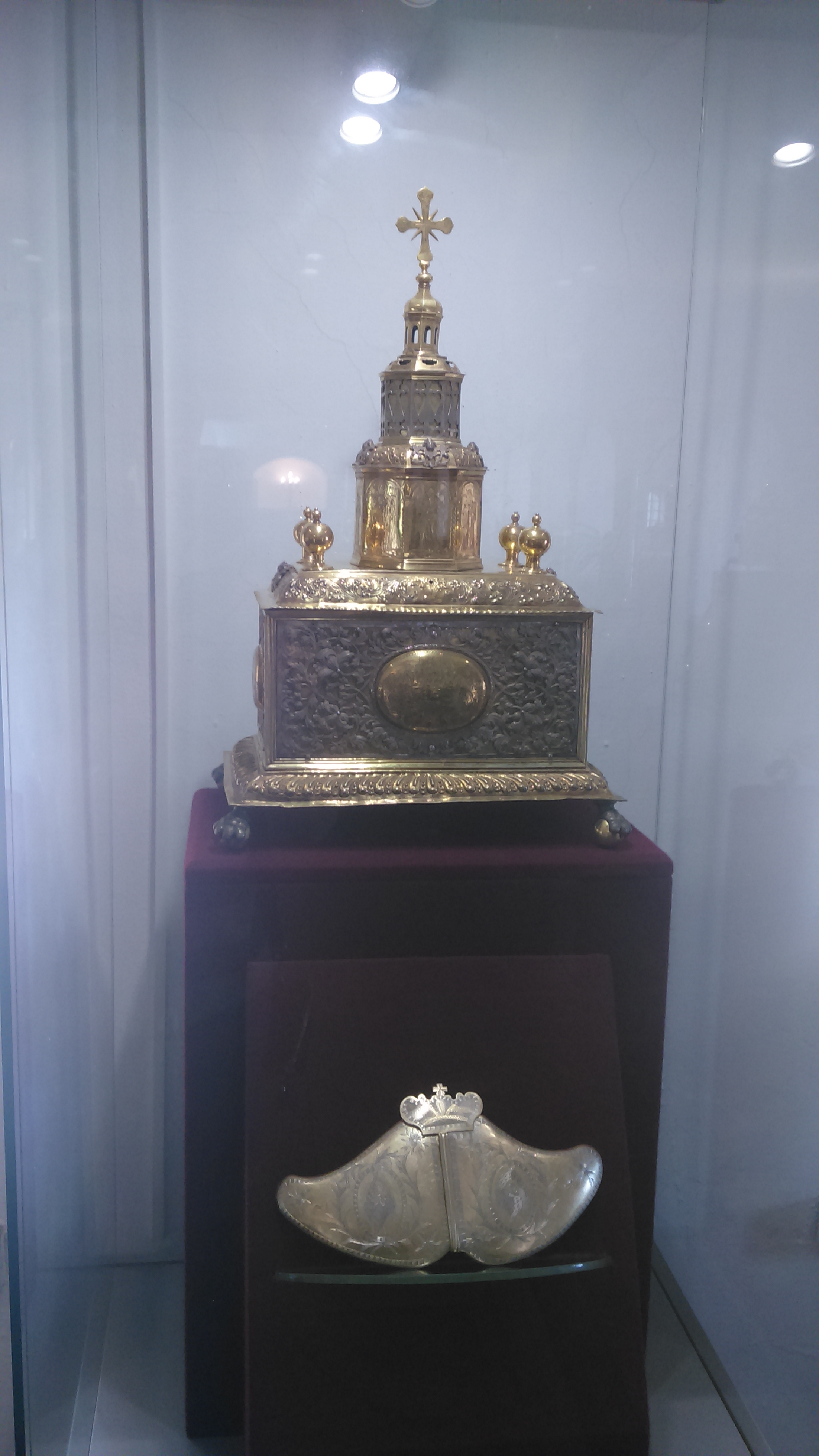
Галерея экспозиции. Дарохранительница
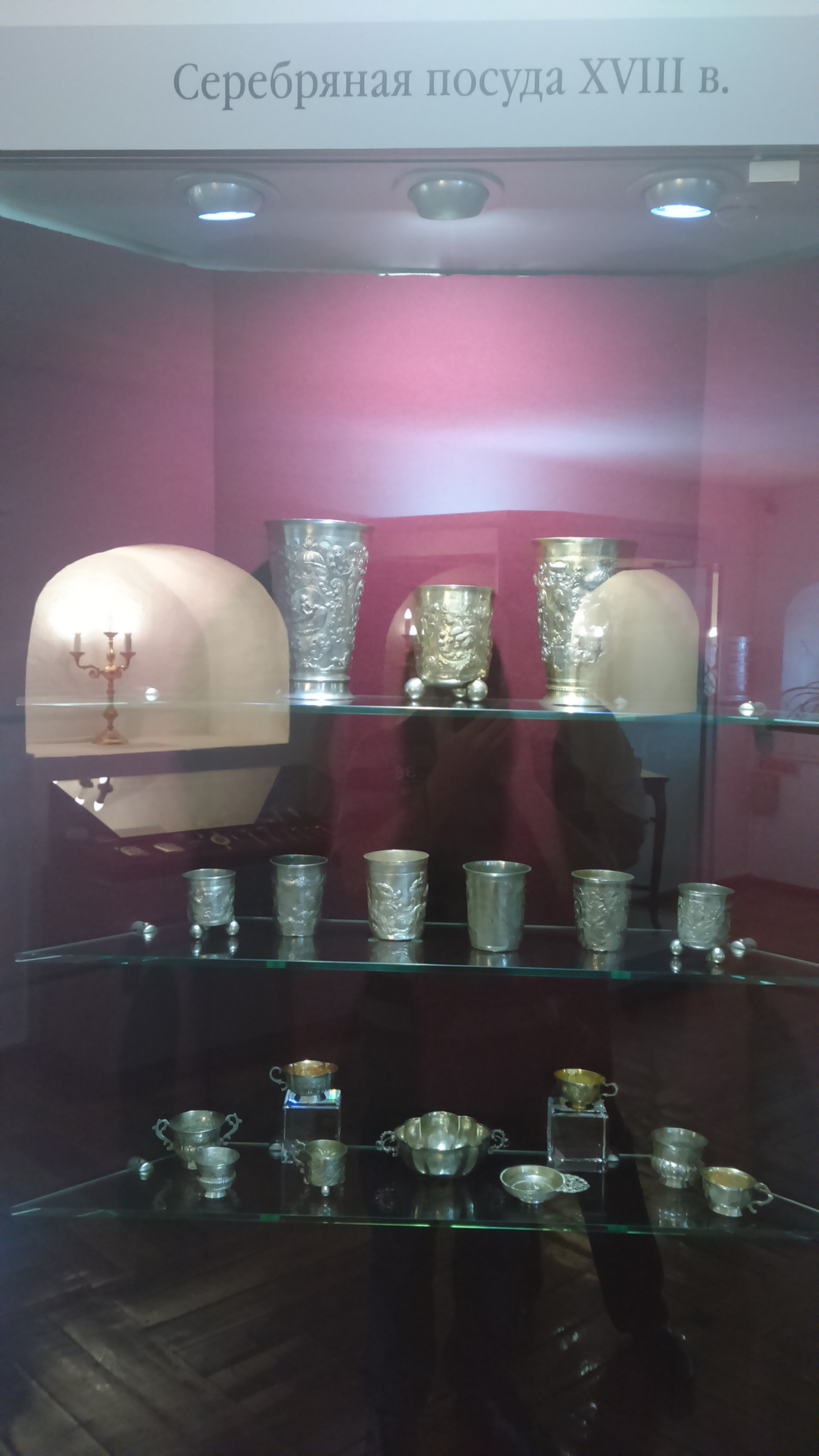
Галерея экспозиции. Серебряная посуда 18 век
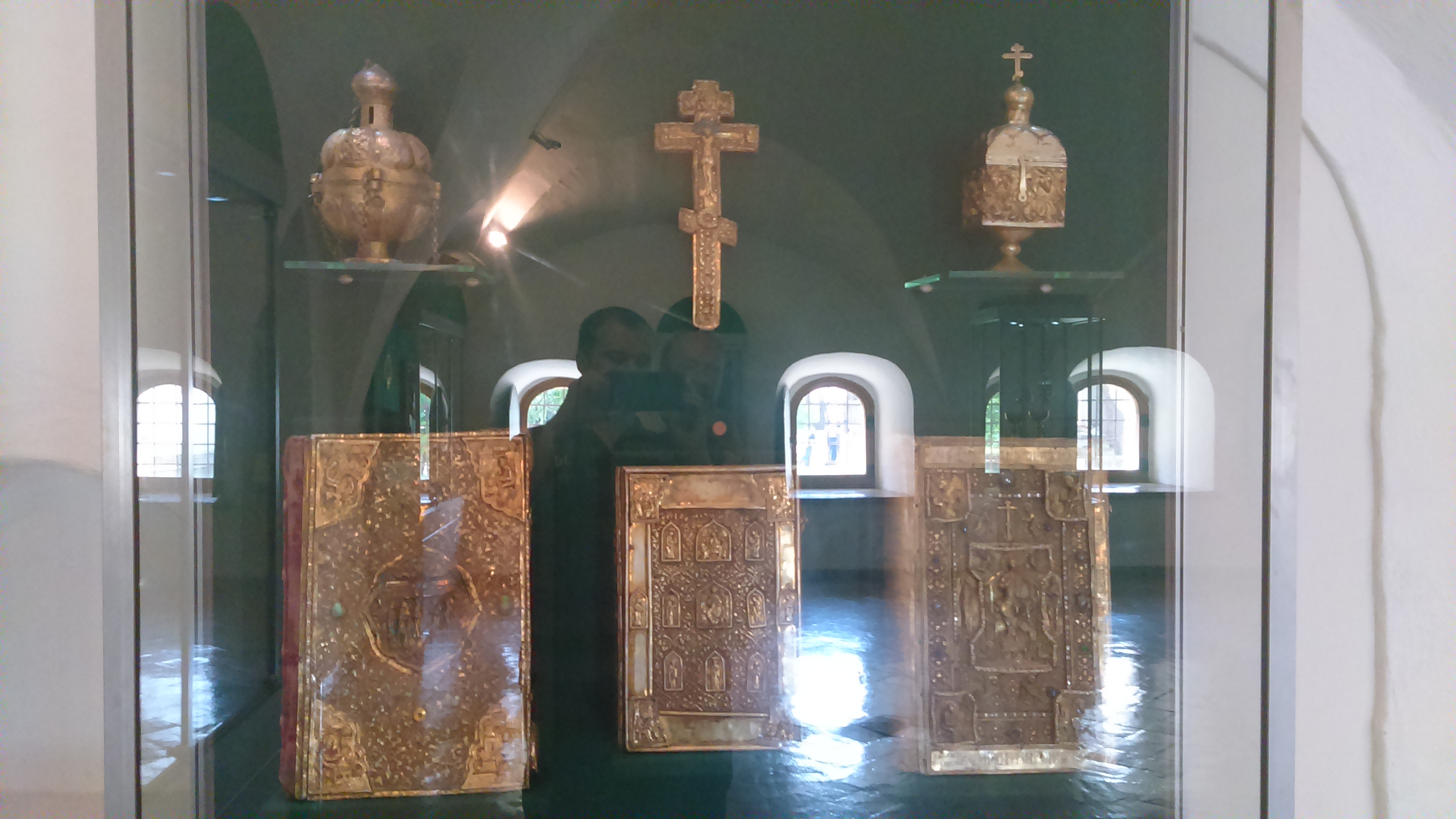
Галерея экспозиции. Престольные Евангелия, кадильницы, Престольный Крест
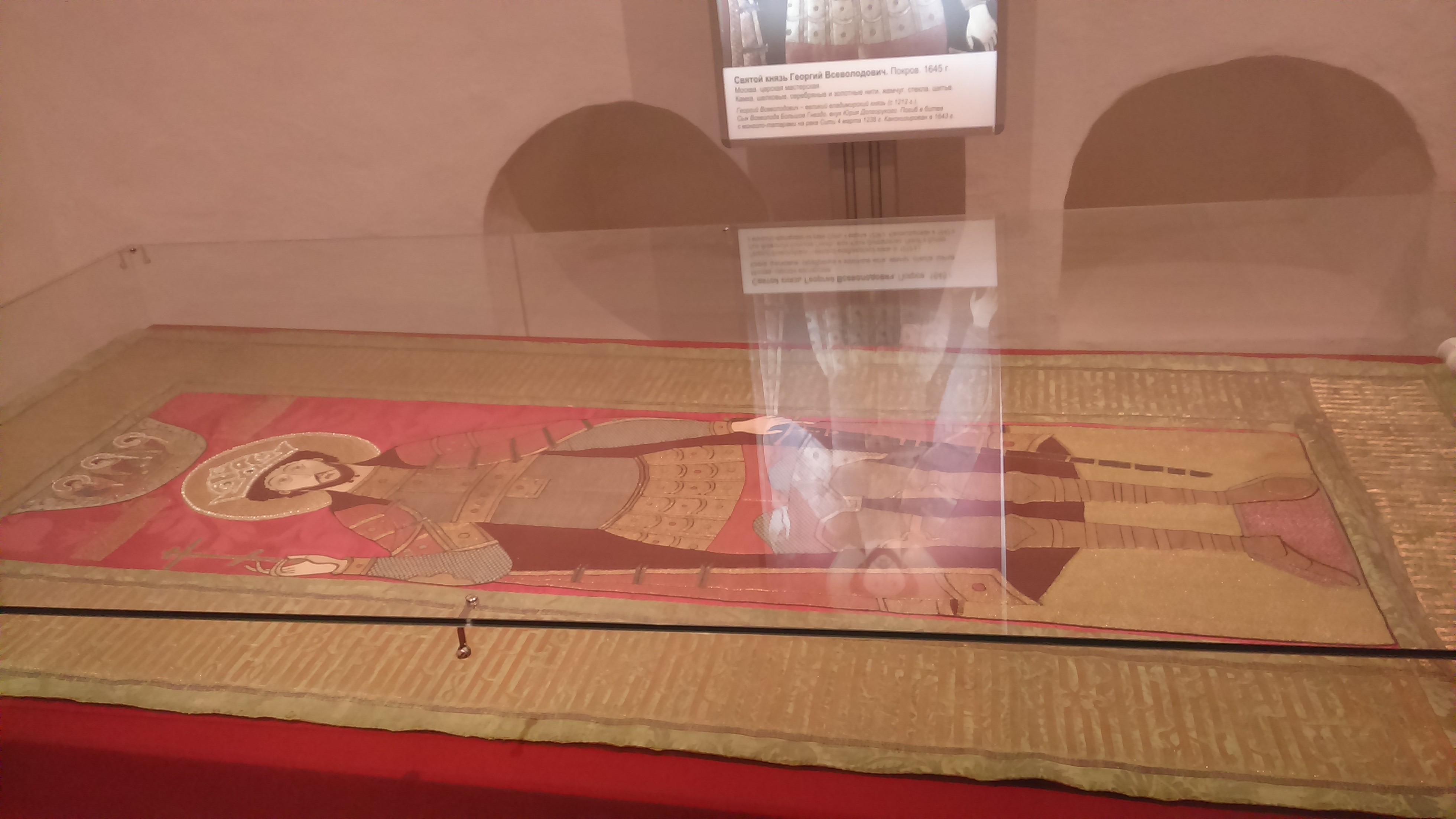
Галерея экспозиции. Покров святого князя Георгия Всеволодовича, 1645 год